# Каддафи, Муаммар
Муа́ммар Муха́ммад Абу́ Минья́р аль-Кадда́фи (араб. مُعمّر محمد عبد السلام القذّافي‎; 7 июня 1942, Каср Абу-Хади, Итальянская Ливия — 20 октября 2011[…], Сирт[…]) — ливийский революционер, политический, государственный, военный деятель и политический теоретик. Он был фактическим лидером Ливии с 1969 по 2011 год, сначала как революционный председатель Ливийской Арабской Республики с 1969 по 1977 год, а затем как «братский вождь» Великой Социалистической Народной Ливийской Арабской Джамахирии с 1977 по 2011 год. Первоначально идеологически приверженный арабскому национализму и арабскому социализму, он позже правил в соответствии со своей собственной, более ориентированной на Африку, Третьей всемирной теорией.
Родившийся недалеко от Сирта, в итальянской Ливии, в бедной семье бедуинов, Каддафи стал арабским националистом ещё в школе в Сабхе, а затем поступил в Королевскую военную академию в Бенгази. В вооружённых силах он основал революционную группу, которая, в результате переворота 1969 года, свергла поддерживаемую Западом сенуситскую монархию Идриса. Придя к власти, Каддафи превратил Ливию в республику, управляемую его Советом революционного командования. Правя посредством своих указов, он депортировал итальянское население Ливии и изгнал западные военные базы. Укрепляя связи с арабскими националистическими правительствами, особенно с Египтом Гамаля Абдель Насера, он безуспешно выступал за панарабский политический союз. Будучи исламским модернистом, он ввёл шариат как основу правовой системы и продвигал «исламский социализм». Он национализировал нефтяную промышленность и использовал растущие государственные доходы для поддержки вооружённых сил, финансирования иностранных революционеров и реализации социальных программ, в которых особое внимание уделялось жилищному строительству, здравоохранению и образованию. В 1973 году он инициировал «Народную революцию» с образованием Основных народных конгрессов, представленных как система прямой демократии, но сохранил личный контроль над основными решениями. В том же году он изложил свою «Третью всемирную теорию» в «Зелёной книге».
Каддафи превратил Ливию в новое социалистическое государство под названием Джамахирия («государство масс») в 1977 году. Он официально взял на себя символическую роль в управлении, но остался главой как военного, так и революционного комитетов, ответственных за охрану и подавление инакомыслия. В 1970-х и 1980-х годах неудачные пограничные конфликты Ливии с Египтом и Чадом, поддержка иностранных боевиков и предполагаемая ответственность за взрыв над Локерби в Шотландии сделали её всё более изолированной в мире. Особенно враждебные отношения сложились с Израилем, Соединёнными Штатами и Соединённым Королевством, что привело к бомбардировке Ливии Соединёнными Штатами в 1986 году и экономическим санкциям, введённым Организацией Объединённых Наций. С 1999 года Каддафи отходит от панарабских идей в сторону панафриканизма и сближается с западными странами; возглавлял Африканский союз в 2009—2010 годах.
В разгар «арабской весны» 2011 года на востоке Ливии вспыхнули протесты против повсеместной коррупции и безработицы. Ситуация переросла в гражданскую войну, в которую Организация Североатлантического договора вмешалась военным путём на стороне антикаддафистского Национального переходного совета. Правительство Каддафи было свергнуто, а сам Каддафи отступил в Сирт, но был схвачен и убит боевиками Национального переходного совета.
Будучи фигурой, вызывавшей серьёзные разногласия, Каддафи доминировал в политике Ливии в течение четырёх десятилетий и был объектом повсеместного в Ливии культа личности. Он был награждён различными наградами и получил высокую оценку за свою антиимпериалистическую позицию, поддержку арабского, а затем и африканского единства, а также за значительное развитие страны после открытия запасов нефти. И, напротив, часть ливийцев решительно выступала за капитализм и против социальных и экономических реформ Каддафи; его посмертно обвинили в сексуальных домогательствах, пытках и уничтожении собственного народа при попытке подавить протесты. Эта часть населения страны неофициально осуждала его как диктатора, чья администрация систематически нарушала права человека и финансировала глобальный терроризм в регионе и за рубежом.

## Ранние годы

### Детство: с 1940-х по 1950-е годы
Муаммар Мухаммад Абу Миньяр аль-Каддафи родился 7 июня 1942 года недалеко от Каср Абу-Хади, в сельской местности недалеко от города Сирт в пустынях Триполитании на западе Ливии. Его семья происходила из небольшой, относительно не влиятельной племенной группы под названием Каддафа, которая была арабской по происхождению. Его мать звали Аиша бин Ниран (умерла в 1978 году), а его отцом был Мохаммад Абдул Салам бин Хамед бин Мохаммад, который был известен как Абу Мениар (умер в 1985 году); последний зарабатывал на скудное существование пастухом коз и верблюдов. Некоторые источники утверждали, что его бабушка по материнской линии была еврейкой, принявшей ислам.
Как и другие современные Каддафи кочевые племена бедуинов, семья была неграмотной и не вела записей о рождении. Большинство биографов рассматривают 7 июня как день рождения Каддафи, однако его день рождения точно не известен и различные источники утверждают, что он родился в иные даты 1942 года или весной 1943 года, хотя биографы Дэвид Бланди и Эндрю Лайсетт отметили, что рождение Каддафи могло быть до 1940 года. У Каддафи было три старшие сестры, и он был единственным сыном своих родителей. Воспитание Каддафи в бедуинской культуре повлияло на его личные вкусы на всю оставшуюся жизнь; он предпочитал пустыню городу и уединялся там для размышлений.
Каддафи с детства знал о причастности европейских колониальных держав к Ливии; его страна была оккупирована Италией, и во время Североафриканской кампании Второй мировой войны Ливия стала свидетелем конфликта между итальянскими и британскими войсками. Согласно более поздним утверждениям, дед Каддафи по отцовской линии, Абдессалам Буминьяр, был убит итальянской армией во время итальянского вторжения в 1911 году. В конце Второй мировой войны в 1945 году Ливия была оккупирована британскими и французскими войсками. Великобритания и Франция рассматривали возможность раздела страны между своими империями, но Генеральная Ассамблея Организации Объединённых Наций решила, что стране должна быть предоставлена политическая независимость, и в 1951 году создала Объединённое Королевство Ливии, федеративное государство под руководством прозападного монарха Идриса, который запретил политические партии и централизовал власть в своих руках.

### Образование и политическая активность: 1950—1963
Самое раннее образование Каддафи носило религиозный характер, которое ему дал местный исламский учитель. Впоследствии, переехав в соседний Сирт, чтобы посещать начальную школу, он за четыре года окончил шесть классов. Образование в Ливии не было бесплатным, но его отец думал, что это принесёт большую пользу его сыну, несмотря на финансовые трудности. В течение недели Каддафи спал в мечети, а по выходным проходил пешком 32 километра, чтобы навестить родителей. В школе над Каддафи издевались одноклассники за его бедуинское происхождение, но сам он гордился своей самобытностью и поощрял гордость в других бедуинских детях. Из Сирта Каддафи и его семья переехали в рыночный городок Сабха в Феццане, на юге центральной части Ливии, где его отец работал смотрителем у вождя племени, а Муаммар учился в средней школе, чего не делал ни один из родителей. Каддафи был популярен в этой школе; некоторые друзья оттуда получили важные должности после его прихода к власти, в частности, его лучший друг Абдель Салам Джеллуд.

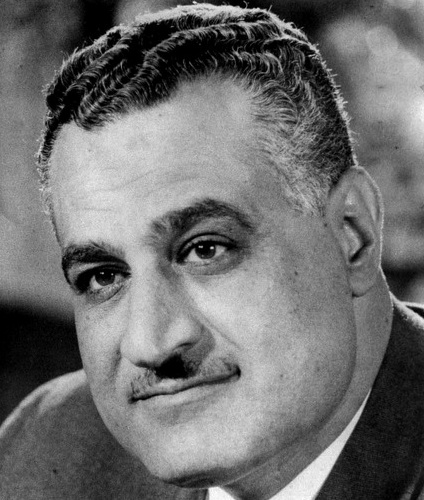
Президент Египта Насер был политическим героем Каддафи

Многие учителя в Сабхе были египтянами, и Каддафи впервые получил доступ к панарабским газетам и радиопередачам, особенно к каирскому «Голосу арабов». В детстве Каддафи был свидетелем значительных событий, потрясших арабский мир, включая арабо-израильскую войну 1948 года, египетскую революцию 1952 года, Суэцкий кризис 1956 года и недолгое существование Объединённой Арабской Республики между 1958 и 1961 годами. Каддафи восхищался политическими изменениями, осуществлёнными в Арабской Республике Египет при его герое, президенте Гамале Абдель Насере. Насер выступал за арабский национализм; отказ от западного неоколониализма и сионизма; и переход от капитализма к социализму. Каддафи находился под влиянием книги Насера «Философия революции», в которой описывалось, как инициировать переворот. Один из египетских учителей Каддафи, Махмуд Эфай, согласно источникам, симпатизировал политическим идеям юноши и посоветовал ему, что для успешной революции потребуется поддержка армии.
Каддафи организовывал демонстрации и распространял плакаты с критикой монархии. В октябре 1961 года он возглавил демонстрацию протеста против отделения Сирии от Объединённой Арабской Республики и собрал средства для отправки телеграмм поддержки Насеру. Двадцать студентов были арестованы в результате беспорядков. Каддафи и его соратники также разбили окна в местной гостинице, которую обвинили в продаже алкоголя. Чтобы наказать Каддафи, власти изгнали его и его семью из Сабхи. Каддафи переехал в Мисрату, где учился в средней школе. Поддерживая свой интерес к арабской националистической активности, он отказался присоединиться к какой-либо из запрещённых политических партий, действующих в городе, включая Арабское националистическое движение, Арабскую социалистическую партию Баас и Братьев-мусульман, заявив, что он отвергает фракционность. Он много читал о Насере и Французской революции 1789 года, а также работы сирийского политического теоретика Мишеля Афляка и биографии Авраама Линкольна, Сунь Ятсена и Мустафы Кемаля Ататюрка.

### Военная подготовка: 1963—1966
Каддафи недолго изучал историю в Ливийском университете в Бенгази, а затем бросил учёбу, чтобы поступить на военную службу. Несмотря на своё полицейское досье, в 1963 году он начал обучение в Королевской военной академии в Бенгази вместе с несколькими друзьями-единомышленниками из Мисраты. Вооружённые силы представляли собой единственную возможность продвижения по социальной лестнице для обездоленных ливийцев, и Каддафи считал их потенциальным инструментом политических перемен. При Идрисе вооружённые силы Ливии обучались британскими военными; это разозлило Каддафи, который считал британцев империалистами, и, соответственно, он отказался учить английский и был груб с британскими офицерами, в конечном итоге провалив экзамены. Британские инструкторы отчитали его за неподчинение и оскорбительное поведение, заявив о своих подозрениях, что он причастен к убийству командира военной академии в 1963 году. Эти сообщения были проигнорированы, и Каддафи быстро прошёл курс обучения.
С группой преданных кадров в 1964 году Каддафи создал Центральный комитет Движения свободных офицеров, революционную группу, названную в честь насеритского египетского предшественника. Во главе с Каддафи они проводили тайные встречи и были организованы в систему подпольных ячеек, объединяя свои зарплаты в единый фонд. Каддафи путешествовал по Ливии, собирая разведывательные данные и налаживая связи с сочувствующими, но правительственные специальные службы игнорировали его, считая небольшой угрозой. Получив высшее образование в августе 1965 года, Каддафи стал офицером связи в армейском корпусе связи.
В апреле 1966 года он был направлен в Великобританию для дальнейшего обучения; в течение девяти месяцев он проходил курс английского языка в Беконсфилде, графстве Бакингемшир, курс инструкторов военной связи корпуса армейской авиации в лагере Бовингтон, графстве Дорсет, и курс инструкторов военной связи пехоты в Хайте, графстве Кент. Директор Бовингтонских курсов по изучению военной связи сообщил, что Каддафи успешно преодолел проблемы с изучением английского языка, продемонстрировав твёрдое владение речевыми оборотами. Отметив, что любимыми увлечениями Каддафи были чтение и игра в футбол, он считал его «забавным офицером, всегда весёлым, трудолюбивым и добросовестным». Каддафи не любил Англию, утверждая, что офицеры британской армии оскорбляли его на расовой почве, и ему было трудно приспособиться к культуре страны; утверждая свою арабскую идентичность в Лондоне, он прогуливался по Пикадилли в традиционных ливийских одеждах. Позже он рассказал, что, хотя он ездил в Англию, считая её более развитой, чем Ливия, он вернулся домой «более уверенным и гордым за наши ценности, идеалы и социальный характер».

## Ливийская Арабская Республика

### Государственный переворот: 1969
Граждане Ливии! В ответ на сокровенные чаяния и мечты, переполнявшие ваши сердца, в ответ на ваши непрестанные требования перемен и духовного возрождения, вашу длительную борьбу во имя этих идеалов, прислушиваясь к вашему призыву о восстании, преданные вам армейские силы взяли на себя эту задачу и свергли реакционный и коррумпированный режим, зловоние которого вызывало тошноту и ужасало всех нас. Одним ударом наша доблестная армия низвергла этих идолов и уничтожила их изображения. Одним ударом армия озарила светом свободы многовековую эпоху тьмы, на протяжении которой мы пережили турецкое иго, итальянский колониализм, а затем и этот реакционный и разлагающийся режим, являвшийся не чем иным, как очагом коррупции, раскола, предательства и измены.
Правительство Идриса становилось всё более непопулярным к концу 1960-х годов; оно усугубило традиционные региональные и племенные разногласия в Ливии, централизовав федеральную систему страны, чтобы воспользоваться нефтяными богатствами страны. Коррупция и укоренившиеся системы патронажа были широко распространены в нефтяной промышленности. Арабский национализм становился всё более популярным, и после поражения Египта в Шестидневной войне с Израилем в 1967 году вспыхнули протесты; администрация Идриса считалась произраильской из-за его союза с западными державами. В Триполи и Бенгази вспыхнули антизападные беспорядки, а ливийские рабочие закрыли нефтяные терминалы в знак солидарности с Египтом. К 1969 году Центральное разведывательное управление Соединённых Штатов ожидало, что часть вооружённых сил Ливии начнёт переворот. Хотя Центральное разведывательное управление сделало заявления о том, что они знали о Движении свободных офицеров Каддафи, впоследствии они заявили о своём незнании, заявив, что вместо этого они следили за революционной группой Абдула Азиза Шалхи «Чёрные сапоги».
В середине 1969 года Идрис уехал за границу, чтобы провести лето в Турции и Греции. Свободные офицеры Каддафи увидели в этом свой шанс свергнуть монархию, начав операцию «Иерусалим». 1 сентября они заняли аэропорты, полицейские участки, радиостанции и правительственные учреждения в Триполи и Бенгази. Каддафи взял под свой контроль казармы Берка в Бенгази, в то время как Омар Мехейши занял казармы Триполи, а Джаллуд захватил городские зенитные батареи. Хвелди Хемейди был послан, чтобы арестовать наследного принца Сейида Хасана ар-Рида аль-Махди ас-Сенусси и заставить его отказаться от своих претензий на трон. Они не встретили серьёзного сопротивления и практически не применяли насилия против монархистов.
Как только Каддафи сместил монархическое правительство, он объявил о создании Ливийской Арабской Республики. Обращаясь к населению по радио, он провозгласил конец «реакционного и коррумпированного» режима, «зловоние которого тошнотворно и ужасает всех нас». Из-за бескровного характера переворота он был первоначально назван «Белой революцией», но позже был переименован в «Первосентябрьскую революцию» в честь даты, в которую он произошёл. Каддафи настаивал, что переворот «Свободных офицеров» представлял собой революцию, ознаменовавшую начало широкомасштабных изменений в социально-экономической и политической природе Ливии. Он провозгласил, что революция означает «свободу, социализм и единство», и в течение последующих лет осуществлял меры для достижения этой цели.

### Консолидация лидерства: 1969—1973
Центральный комитет Свободных офицеров, состоящий из 12 членов, провозгласил себя Советом революционного командования, правительством новой республики. Лейтенант Каддафи стал председателем Совета революционного командования и, следовательно, фактическим главой государства, а также присвоил себе звание полковника и стал главным командующим вооружёнными силами. Джалуд стал премьер-министром, а для реализации политики Совета революционного командования был создан гражданский Совет министров во главе с Сулейманом Магриби. Административная столица Ливии была перенесена из эль-Бейды в Триполи.

Флаг республиканской Ливии, использовавшийся правительством Каддафи с 1969 по 1972 год

Хотя теоретически Совет революционного командования — это коллегиальный орган, действовавший на основе консенсуса, Каддафи в нём доминировал. Некоторые другие пытались сдерживать то, что они считали чрезмерностью Каддафи. Каддафи оставался публичным лицом правительства, а личности других членов Совета революционного командования были обнародованы только 10 января 1970 года. Члены Совета революционного командования представляли собой молодых людей из (как правило, сельской) рабочей среды и среднего класса, ни один из них не имел университетского образования; этим они отличались от богатых, высокообразованных консерваторов, которые ранее управляли страной.
Завершив переворот, Совет революционного командования приступил к реализации своих намерений по укреплению революционного правительства и модернизации страны. Они вытеснили монархистов и членов клана Сенуситов бывшего короля Идриса из политического мира и вооружённых сил Ливии; Каддафи считал, что эта элита противостоит воле ливийского народа и должна быть изгнана. Были созданы «народные суды» для рассмотрения дел различных монархических политиков и журналистов, многие из которых были заключены в тюрьму, но ни один не был казнён. Идрис был заочно приговорён к казни.
В мае 1970 года был проведён семинар революционной интеллигенции, чтобы приобщить интеллигенцию к идеям революции, а принятые в том же году пересмотр и изменение законодательства объединили светский и религиозный законодательные кодексы, введя шариат в правовую систему. Правя декретами, Совет революционного командования сохранил монархический запрет на политические партии, в мае 1970 года запретил профессиональные союзы, а в 1972 году объявил вне закона забастовки рабочих и приостановил выпуск газет. В сентябре 1971 года Каддафи подал в отставку, заявив, что недоволен темпами реформ, но через месяц вернулся на свой пост. В феврале 1973 года он снова ушёл в отставку, а в следующем месяце снова вернулся.

#### Экономические и социальные реформы

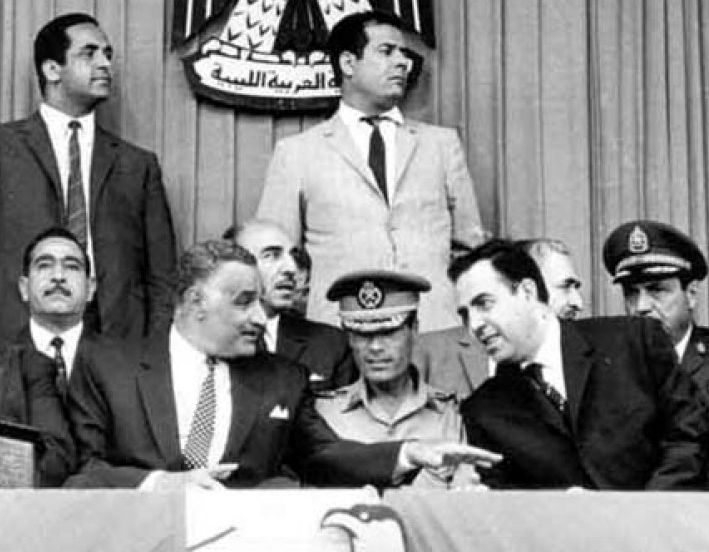
Каддафи на арабском саммите в Ливии в 1969 году, вскоре после Сентябрьской революции, свергнувшей короля Идриса I. Каддафи сидит в военной форме в центре в окружении президента Египта Гамаля Абдель Насера (слева) и президента Сирии Нуреддина аль-Атаси (справа)

Экономическая политика Совета революционного командования на раннем этапе характеризовалась как государственно-капиталистическая по своей направленности. Было создано множество инициатив, направленных на помощь предпринимателям. Стремясь расширить посевные площади в Ливии, в сентябре 1969 года правительство начало «зелёную революцию» для повышения производительности сельского хозяйства, чтобы Ливия могла меньше зависеть от импорта продовольствия. Была надежда сделать Ливию самодостаточной в производстве продовольствия. Все земли, которые были экспроприированы у итальянских поселенцев или не использовались, были возвращены в собственность и перераспределены. Ирригационные системы были созданы вдоль северного побережья и вокруг различных внутренних оазисов. Затраты на производство часто превышали стоимость продукции, поэтому ливийское сельскохозяйственное производство оставалось дефицитным и в значительной степени зависело от государственных субсидий.

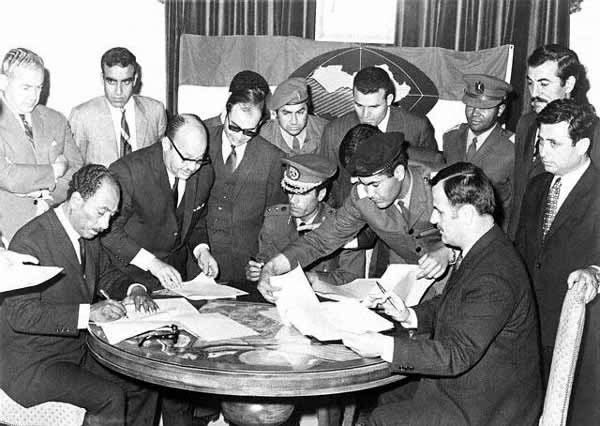
В 1971 году Анвар Садат от Египта, Каддафи от Ливии и Хафез аль-Асад от Сирии подписали соглашение о создании федерального Союза Арабских Республик. Это соглашение так и не воплотилось в федеративный союз между тремя арабскими государствами

Поскольку основным экспортом страны является сырая нефть, Каддафи стремился улучшить нефтяной сектор Ливии. В октябре 1969 года он объявил нынешние условия торговли несправедливыми, приносящими больше выгоды иностранным корпорациям, чем ливийскому государству, и пригрозил сократить производство. В декабре Джаллад успешно повысил цены на ливийскую нефть. В 1970 году другие страны Организации экспортёров нефти последовали этому примеру, что привело к глобальному росту цен на сырую нефть. Вслед за этим Совет революционного командования подписал Триполийское соглашение от 20 марта 1971 года, в котором добился от нефтяных корпораций уплаты подоходного налога, обратных платежей и более выгодных цен; эти меры принесли Ливии примерно 1 миллиард долларов дополнительных доходов в первый год.
Усиливая государственный контроль над нефтяным сектором, Совет революционного командования начал программу национализации, начав с экспроприации доли British Petroleum в месторождении British Petroleum Hunt Sahir в декабре 1971 года. В сентябре 1973 года было объявлено о национализации 51 процента акций всех иностранных нефтедобывающих компаний, работающих в Ливии, включая долю Нельсона Бункера Ханта, сына Гарольдсона Ханта, который сыграл ключевую роль в обнаружении нефти в Ливии. Среди компаний, которые были частично национализированы, была Occidental Petroleum Арманда Хаммера. Для Каддафи это был важный шаг на пути к социализму. Это оказалось экономическим успехом; в то время как валовой внутренний продукт составлял 3,8 миллиарда долларов в 1969 году, он вырос до 13,7 миллиарда долларов в 1974 году и 24,5 миллиарда долларов в 1979 году. В свою очередь, уровень жизни ливийцев значительно повысился в течение первого десятилетия правления Каддафи, и к 1979 году средний доход на душу населения составлял 8170 долларов, по сравнению с 40 долларами в 1951 году; это было выше среднего уровня многих промышленно развитых стран, таких как Италия и Великобритания. В 1969 году правительство также объявило, что все банки, принадлежащие иностранцам, должны либо закрыться, либо преобразоваться в акционерные.
Совет революционного командования осуществил меры по реформированию общества, приняв за основу шариат. Употребление алкоголя было запрещено, ночные клубы и христианские церкви были закрыты, традиционная ливийская одежда поощрялась, а арабский язык был объявлен единственным языком, разрешённым в официальных сообщениях и на дорожных знаках. Совет революционного командования удвоил минимальную заработную плату, ввёл законодательный контроль над ценами и ввёл обязательное снижение арендной платы на 30-40 %. Каддафи также хотел бороться со строгими социальными ограничениями, которые были наложены на женщин предыдущим режимом, создав Революционное женское формирование для поощрения реформ. В 1970 году был принят закон, утверждающий равенство полов и настаивающий на паритете зарплат. В 1971 году Каддафи спонсировал создание Всеобщей женской федерации Ливии. В 1972 году был принят закон, устанавливающий уголовную ответственность за брак с женщинами моложе шестнадцати лет и гарантирующий, что согласие женщины является необходимым условием для заключения брака. Режим Каддафи открыл для женщин широкий спектр возможностей для получения образования и трудоустройства, хотя в первую очередь от этого выиграло меньшинство городского среднего класса.
С 1969 по 1973 год он использовал нефтяные деньги для финансирования программ социального обеспечения, что привело к строительству домов, улучшению здравоохранения и образования. Строительство домов стало одним из главных социальных приоритетов, призванных ликвидировать бездомность и заменить трущобы, возникшие в результате растущей урбанизации Ливии. Сектор здравоохранения также был расширен; к 1978 году в Ливии было на 50 % больше больниц, чем в 1968 году, а число врачей за это десятилетие увеличилось с 700 до более чем 3000. Малярия была искоренена, а трахома и туберкулёз значительно сократились. Обязательное образование было расширено с 6 до 9 лет, были введены программы по повышению грамотности взрослых и бесплатное университетское образование. Был основан университет Бейды, а Университет Триполи и Университет Бенгази были расширены. Тем самым правительство помогло интегрировать более бедные слои ливийского общества в систему образования. Благодаря этим мерам Совет революционного командования значительно расширил государственный сектор, обеспечив работой тысячи людей. Эти первые социальные программы оказались популярными в Ливии. Эта популярность отчасти объяснялась личной харизмой Каддафи, его молодостью и статусом бедуина, а также его риторикой, подчёркивающей его роль как преемника антиитальянского борца Омара Мухтара.
Для борьбы с сильной региональной и племенной разобщённостью страны Совет революционного командования продвигал идею единой общеливийской идентичности. При этом они пытались дискредитировать племенных лидеров как агентов старого режима, и в августе 1971 года военный суд Сабхи судил многих из них за контрреволюционную деятельность. Давние административные границы были проведены заново, пересекая границы племён, а прореволюционные модернизаторы заменили традиционных лидеров, но общины, которым они служили, часто отвергали их. Осознав неудачи модернизаторов, Каддафи в июне 1971 года создал Арабский социалистический союз — авангардную партию массовой мобилизации, президентом которой он был. Арабский социалистический союз признал Совет революционного командования своим «Высшим руководящим органом» и был призван способствовать росту революционного энтузиазма по всей стране. Партия оставалась сильно забюрократизированной и не смогла мобилизовать массовую поддержку в том виде, в котором её представлял себе Каддафи.

#### Внешние отношения

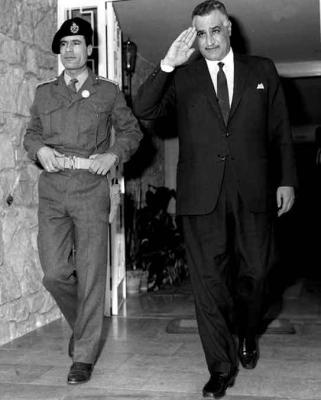
Каддафи (слева) с президентом Египта Насером в 1969 году. В частном порядке Насер назвал Каддафи «милым мальчиком, но ужасно наивным»

Влияние арабского национализма Насера на Совет революционного командования стало очевидным сразу же. Администрация была мгновенно признана соседними арабскими националистическими режимами Египта, Сирии, Ирака и Судана, причём Египет направил экспертов для помощи неопытному Совету революционного командования. Каддафи пропагандировал панарабские идеи, провозглашая необходимость создания единого арабского государства, простирающегося через всю Северную Африку и Ближний Восток. В декабре 1969 года Ливия подписала Триполийскую хартию вместе с Египтом и Суданом. В результате был создан Арабский революционный фронт, паннациональное объединение, задуманное как первый шаг к окончательному политическому объединению трёх наций. В 1970 году Сирия заявила о своём намерении присоединиться к объединению.
Насер скоропостижно скончался в сентябре 1970 года, и Каддафи сыграл видную роль на его похоронах. Насера сменил Анвар Садат, который предложил арабским странам не создавать единое государство, а создать политическую федерацию, что и было реализовано в апреле 1971 года; при этом Египет, Сирия и Судан получили крупные субсидии из ливийских нефтяных денег. В феврале 1972 года Каддафи и Садат подписали неофициальную хартию об объединении, но она так и не была реализована, поскольку в следующем году отношения между ними испортились. Садат всё больше опасался радикального направления Ливии, и крайний срок реализации Федерации, назначенный на сентябрь 1973 года, прошёл без каких-либо действий.
После переворота 1969 года представители четырёх держав — Франции, Великобритании, Соединённых Штатов и Советского Союза — были вызваны на встречу с представителями Совета революционного командования. Великобритания и Соединённые Штаты быстро расширили дипломатическое признание, надеясь обезопасить положение своих военных баз в Ливии и опасаясь дальнейшей нестабильности. Надеясь заручиться расположением Каддафи, в 1970 году Соединённые Штаты сообщили ему по крайней мере об одном планируемом контрперевороте. Такие попытки установить рабочие отношения с Советом революционного командования не увенчались успехом; Каддафи был полон решимости восстановить национальный суверенитет и избавиться от того, что он называл иностранным колониальным и империалистическим влиянием. Его администрация настояла на том, чтобы Соединённые Штаты и Великобритания вывели свои военные базы из Ливии, при этом Каддафи заявил, что «вооружённые силы, которые поднялись, чтобы выразить народную революцию, не потерпят жить в своих лачугах, пока базы империализма существуют на территории Ливии». Британцы ушли в марте, а американцы — в июне 1970 года.
Чтобы уменьшить влияние Италии, в октябре 1970 года все принадлежащие Италии активы были экспроприированы, а итальянская община численностью 12 тысяч человек была изгнана из Ливии вместе с меньшей общиной ливийских евреев. Этот день стал национальным праздником, известным как «День мести». Италия пожаловалась, что это противоречит Итало-Ливийскому договору 1956 года, хотя никаких санкций со стороны Организации Объединённых Наций не последовало. Стремясь уменьшить мощь Организации Североатлантического договора в Средиземноморье, в 1971 году Ливия потребовала от Мальты прекратить разрешать Организации Североатлантического договора использовать её земли для военной базы, в свою очередь предложив Мальте иностранную помощь. Пойдя на компромисс, правительство Мальты продолжило разрешать Организации Североатлантического договора использовать остров, но только при условии, что Организация Североатлантического договора не будет использовать его для нанесения ударов по арабской территории. В последующее десятилетие правительство Каддафи установило более тесные политические и экономические связи с мальтийской администрацией Дома Минтоффа, и по настоянию Ливии в 1980 году Мальта не стала продлевать срок действия авиабаз Соединённого Королевства на острове. Организовав наращивание военного потенциала, Совет революционного командования начал закупать оружие во Франции и Советском Союзе. Коммерческие отношения с Советским Союзом привели ко всё более напряжённым отношениям с Соединёнными Штатами, которые в то время были вовлечены в холодную войну с Советским Союзом.
Каддафи особенно критично относился к Соединённым Штатам из-за их поддержки Израиля и встал на сторону палестинцев в израильско-палестинском конфликте, рассматривая создание государства Израиль в 1948 году как западную колониальную оккупацию, навязанную арабскому миру. Он считал, что палестинское насилие против израильских и западных сил является оправданной реакцией угнетённого народа, который борется против колонизации своей родины. Призвав арабские государства вести «непрерывную войну» против Израиля, в 1970 году он создал Фонд джихада для финансирования антиизраильских боевиков. В июне 1972 года Каддафи создал Первый насеритский центр добровольцев для подготовки антиизраильских партизан.
Как и Насер, Каддафи предпочитал поддерживать палестинского лидера Ясира Арафата и его группу, Движение за национальное освобождение Палестины, а не более воинственные и марксистские палестинские группы. Однако с годами отношения Каддафи и Арафата стали натянутыми: Каддафи считал его слишком умеренным и призывал к более жестоким действиям. Вместо этого он поддерживал такие военизированные формирования, как Народный фронт освобождения Палестины, Народный фронт освобождения Палестины — Главное командование, Демократический фронт освобождения Палестины, Ас-Сайка, Фронт народной борьбы Палестины и организация Абу Нидаля. Он финансировал организацию «Чёрный сентябрь», члены которой устроили в 1972 году мюнхенские убийства израильских спортсменов в Западной Германии, а также доставили тела убитых боевиков в Ливию для похорон как героев.
Каддафи оказывал финансовую поддержку другим боевым группам по всему миру, включая Партию чёрных пантер, Нацию ислама, Тупамарос, Движение 19 апреля и Сандинистский фронт национального освобождения в Никарагуа, Африканский национальный конгресс и другие освободительные движения в борьбе против апартеида в Южной Африке, Временная Ирландская Республиканская Армия, Страна басков и свобода, Прямое Действие, Красные Бригады и Фракция Красной Армии в Европе, Армянская Секретная Армия, Японская Красная Армия, Движение Свободного Ачеха и Фронт Национального Освобождения Моро на Филиппинах. Каддафи был неразборчив в выборе сторон, которые он финансировал, иногда переходя от поддержки одной стороны в конфликте к другой, как, например, в войне за независимость Эритреи. На протяжении 1970-х годов эти группы получали финансовую поддержку от Ливии, которая стала рассматриваться как лидер в борьбе Третьего мира против колониализма и неоколониализма. Хотя многие из этих групп были названы критиками их деятельности «террористами», Каддафи отверг эту характеристику, считая их революционерами, ведущими освободительную борьбу.

### «Народная революция»: 1973—1977

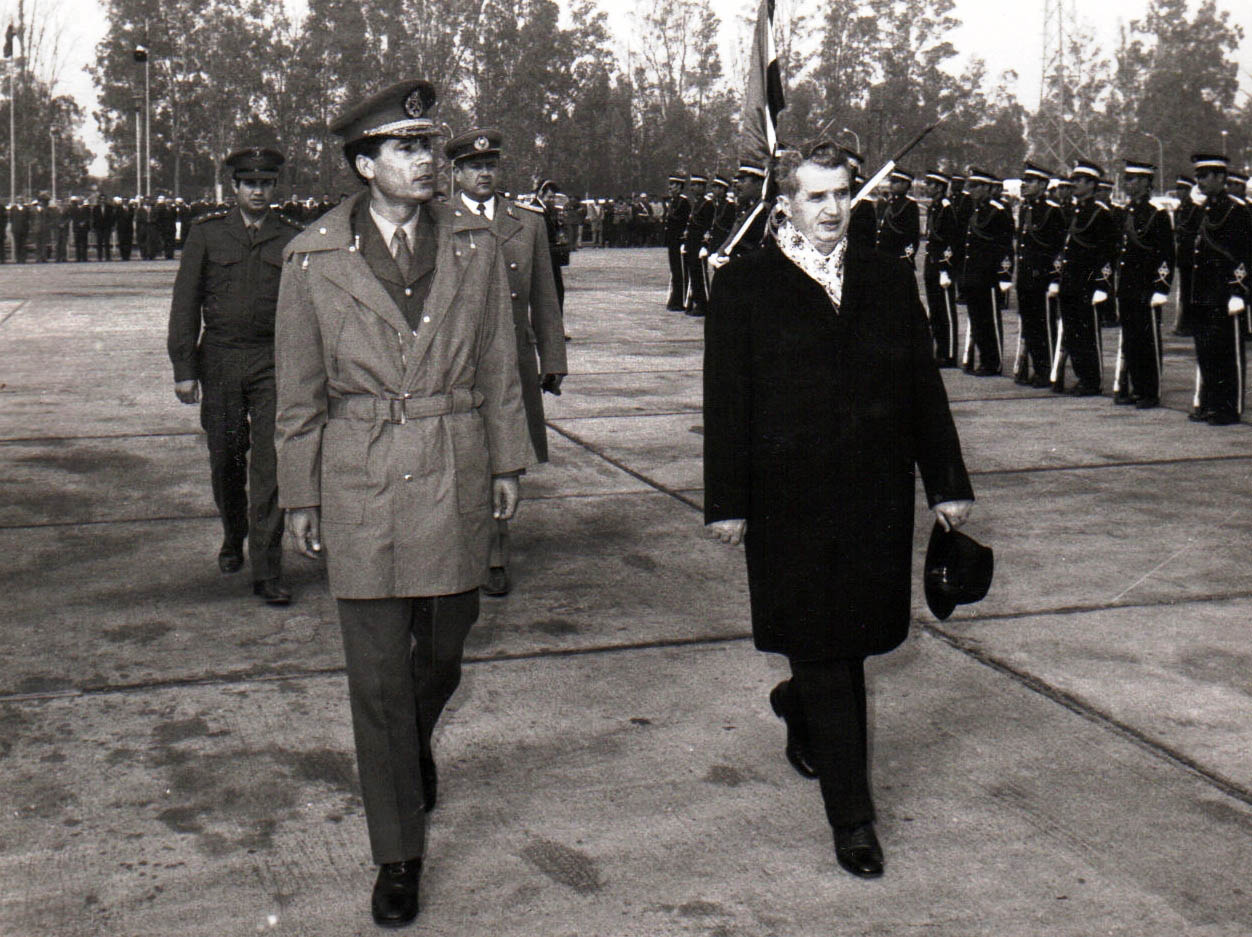
Каддафи с румынским коммунистическим лидером Николае Чаушеску в Бухаресте, Румыния, 1974 год

16 апреля 1973 года Каддафи провозгласил начало «народной революции» в своей речи в Зуваре. Он начал революцию с плана из пяти пунктов, первый из которых предусматривал роспуск всех существующих законов, которые должны были быть заменены революционными постановлениями. Второй пункт провозглашал, что все противники революции должны быть устранены, а третий инициировал административную революцию, которая, как провозгласил Каддафи, устранит все следы бюрократии и буржуазии. Четвёртый пункт объявил, что население должно сформировать народные комитеты и быть вооружённым для защиты революции, а пятый провозгласил начало культурной революции, чтобы очистить Ливию от «ядовитых» иностранных влияний. Он начал читать лекции об этой новой фазе революции в Ливии, Египте и Франции. Как процесс, он имел много общего с Культурной революцией, осуществлённой в Китае.
В рамках Народной революции Каддафи предложил ливийскому народу основать Всеобщие народные комитеты как каналы для повышения политического сознания. Несмотря на то, что Каддафи не предложил никаких рекомендаций по созданию этих советов, он утверждал, что они станут формой прямого политического участия, которая будет более демократичной, чем традиционная представительная система, основанная на партиях. Он надеялся, что советы мобилизуют народ на поддержку Совета революционного командования, подорвут власть традиционных лидеров и бюрократии и позволят создать новую правовую систему, выбранную народом. Многие такие комитеты были созданы в школах и колледжах, где они отвечали за проверку сотрудников, курсов и учебников на предмет их соответствия революционной идеологии страны.
Народные комитеты привели к высокой доле участия населения в принятии решений, в пределах, разрешённых Советом революционного командования, но усугубили племенные разногласия и напряжённость. Комитеты также служили системой наблюдения, помогая службам безопасности находить людей с критическими взглядами по отношению к Совету революционного командования, что привело к арестам баасистов, марксистов и исламистов. Действуя в структуре пирамиды, базовой формой этих комитетов были местные рабочие группы, которые направляли избранных представителей на районный уровень, а оттуда на национальный уровень, разделённый между Всеобщим народным конгрессом и Всеобщим народным комитетом. Над ними оставались Каддафи и Совет революционного командования, который оставался ответственным за все основные решения. Преодолевая региональные и племенные идентичности, система комитетов способствовала национальной интеграции и централизации и усилила контроль Каддафи над государственным и административным аппаратом.

#### Третья всемирная теория и «Зелёная книга»
В июне 1973 года Каддафи создал политическую идеологию как основу для Народной революции: Третью всемирную теорию. Этот подход рассматривал и Соединённые Штаты, и Советский Союз как империалистические страны и, таким образом, отвергал западный капитализм, а также марксистско-ленинский атеизм. В этом отношении она была похожа на теорию «трёх миров», разработанную политическим лидером Китая Мао Цзэдуном. В рамках этой теории Каддафи восхвалял национализм как прогрессивную силу и выступал за создание панарабского государства, которое поведёт исламский и третий мир против империализма. Каддафи считал, что ислам играет ключевую роль в этой идеологии, призывая к исламскому возрождению, который вернётся к истокам Корана, отвергая учёные толкования и хадисы; тем самым он разозлил многих ливийских священнослужителей. В 1973 и 1974 годах его правительство углубило юридическую опору на шариат, например, введя порку в качестве наказания для лиц, осуждённых за прелюбодеяние или гомосексуальные связи.
Каддафи обобщил Третью всемирную теорию в трёх коротких томах, опубликованных между 1975 и 1979 годами и известных под общим названием «Зелёная книга». Первый том был посвящён вопросу демократии, в нём были описаны недостатки представительных систем в пользу прямых Всеобщих народных конгрессов. Второй том посвящён убеждениям Каддафи в отношении социализма, а третий исследует социальные вопросы, касающиеся семьи и племени. Если первые два тома выступали за радикальные реформы, то третий занял социально консервативную позицию, провозгласив, что хотя мужчины и женщины равны, они биологически предназначены для разных ролей в жизни. В последующие годы каддафисты взяли в качестве лозунгов цитаты из «Зелёной книги», такие как «Представительство — это обман». Между тем, в сентябре 1975 года Каддафи предпринял дальнейшие меры по повышению мобилизации населения, поставив задачи по улучшению отношений между Советами и Арабским социалистическим союзом.
В 1975 году правительство Каддафи объявило государственную монополию на внешнюю торговлю. Его всё более радикальные реформы в сочетании с большим количеством доходов от продажи нефти, которые тратились на иностранные цели, вызвали недовольство в Ливии, особенно среди торгового класса страны. В 1974 году в Ливии произошла первая гражданская атака на правительство Каддафи, когда было разбомблено здание армии в Бенгази. Большая часть оппозиции сосредоточилась вокруг члена Совета революционного командования Омара Мохейши. Вместе с членом Совета революционного командования Баширом Сагиром аль-Хаваади он начал разрабатывать план переворота против Каддафи. В 1975 году их заговор был раскрыт, и они бежали в изгнание, получив убежище в Египте Садата. После этого осталось только пять членов Совета революционного командования, и власть ещё больше сосредоточилась в руках Каддафи. Это привело к официальному упразднению Совета революционного командования в марте 1977 года.
В сентябре 1975 года Каддафи провёл чистку армии, арестовав около 200 старших офицеров, а в октябре основал тайное Управление по безопасности революции. В апреле 1976 года он призвал своих сторонников в университетах создать «революционные студенческие советы» и изгнать «реакционные элементы». В том же году в университетах Триполи и Бенгази вспыхнули антикаддафистские студенческие демонстрации, которые привели к столкновениям как с каддафистскими студентами, так и с полицией. Совет революционного командования ответил на это массовыми арестами и ввёл обязательную национальную службу для молодёжи. В январе 1977 года два несогласных студента и несколько армейских офицеров были публично повешены; Amnesty International осудила это как первый случай в каддафистской Ливии, когда несогласные были казнены за чисто политические преступления. Несогласие также возникло со стороны консервативных клерикалов и «Братьев-мусульман», которые обвиняли Каддафи в движении в сторону марксизма и критиковали его отмену частной собственности как противоречащую исламской сунне; затем эти силы подверглись преследованиям как антиреволюционные, а все частные исламские колледжи и университеты были закрыты.

#### Внешние отношения
После прихода Анвара Садата на пост президента Египта отношения Ливии с Египтом ухудшились. В последующие годы между ними возникло состояние холодной войны. Садат был возмущён непредсказуемостью Каддафи, который настаивал на том, что Египту необходима культурная революция, подобная той, что совершается в Ливии. В феврале 1973 года израильские войска сбили рейс 114 авиакомпании Libyan Arab Airlines, который во время песчаной бури вышел из воздушного пространства Египта на территорию, контролируемую Израилем. Каддафи был разгневан тем, что Египет не сделал больше для предотвращения инцидента, и в отместку планировал уничтожить Queen Elizabeth 2, британский корабль, зафрахтованный американскими евреями для плавания в Хайфу на 25-летие Израиля. Каддафи приказал египетской подводной лодке нацелиться на корабль, но Садат отменил приказ, опасаясь военной эскалации.

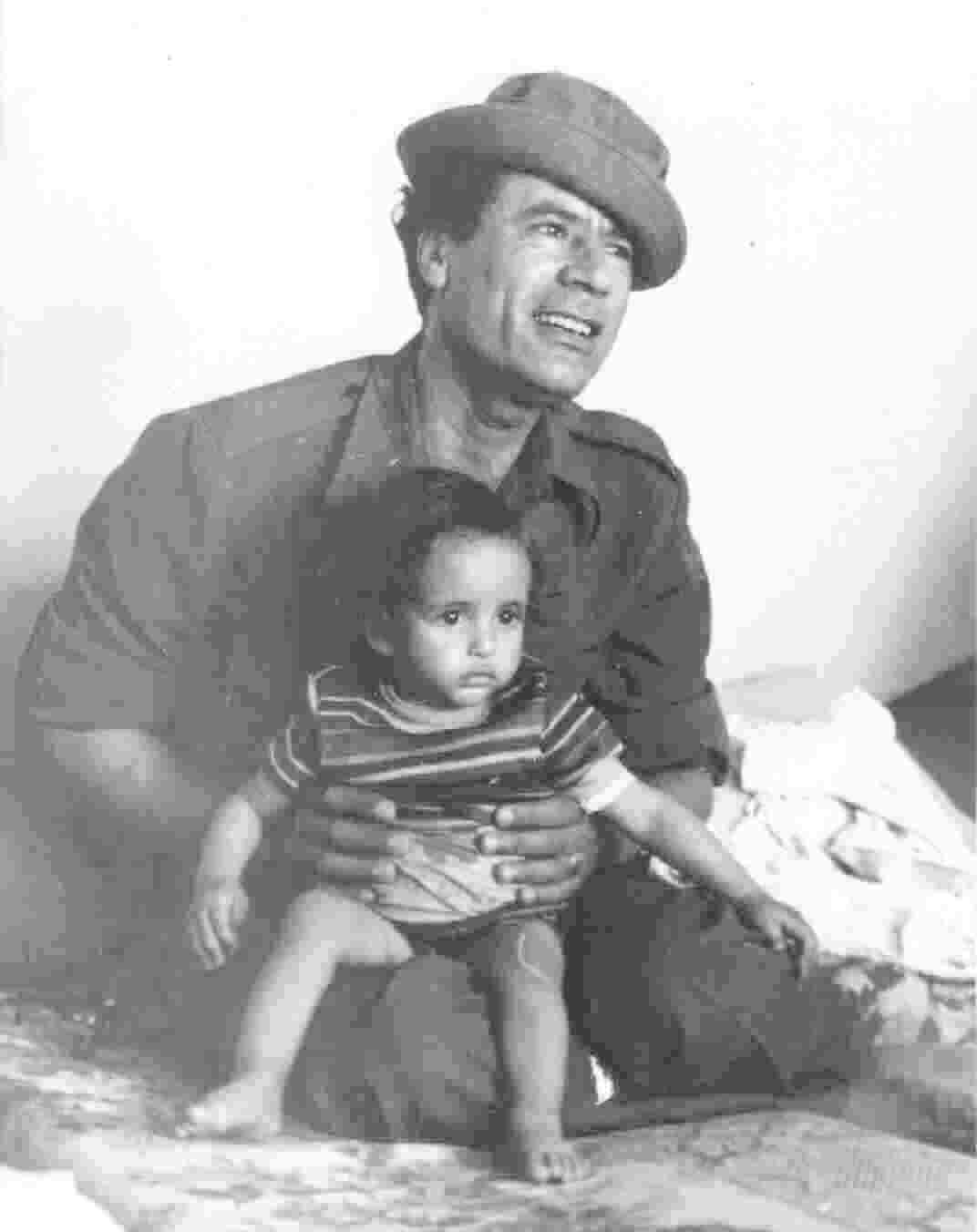
Каддафи в 1976 году с ребёнком

Позже Каддафи был разгневан, когда Египет и Сирия спланировали войну Йом-Кипур против Израиля без согласования с ним, и был возмущён, когда Египет согласился на мирные переговоры вместо продолжения войны. Каддафи стал открыто враждебно относиться к лидеру Египта, призывая к свержению Садата. Когда президент Судана Джафар Нимейри встал на сторону Садата, Каддафи также выступил против него, поощряя попытку Народно-освободительной армии Судана свергнуть Нимейри. Отношения с Сирией также испортились из-за событий гражданской войны в Ливане. Первоначально и Ливия, и Сирия предоставили войска в состав миротворческих сил Лиги арабских государств, хотя после нападения сирийской армии на Ливанское национальное движение Каддафи открыто обвинил президента Сирии Хафеза аль-Асада в «национальной измене»; он был единственным арабским лидером, критиковавшим действия Сирии. В конце 1972 — начале 1973 года Ливия вторглась в Чад, чтобы аннексировать богатую ураном полосу Аузу.
Намереваясь пропагандировать ислам, в 1973 году Каддафи основал Общество исламского призыва, которое за десять лет открыло 132 центра по всей Африке. В 1973 году он обратил в свою веру президента Габона Омара Бонго, и это действие он повторил три года спустя с Жаном-Беделем Бокассой, президентом Центральноафриканской Республики. В период с 1973 по 1979 год Ливия предоставила африканским странам, в частности Заиру и Уганде, помощь в размере 500 миллионов долларов Соединённых Штатов и основала совместные предприятия в этих странах для содействия торговле и развитию. Каддафи также стремился уменьшить влияние Израиля в Африке, используя финансовые стимулы, чтобы успешно убедить восемь африканских государств разорвать дипломатические отношения с Израилем в 1973 году. Между Ливией Каддафи и пакистанским правительством премьер-министра Зульфикара Али Бхутто также были установлены тесные отношения: две страны обменивались ядерными исследованиями и военной помощью; эти отношения прекратились после того, как Бхутто был свергнут Мухаммедом Зия-уль-Хаком в 1977 году.
Каддафи стремился к развитию более тесных связей в Магрибе; в январе 1974 года Ливия и Тунис объявили о создании политического союза — Арабской исламской республики. Хотя за этот шаг выступали Каддафи и президент Туниса Хабиб Бургиба, он был глубоко непопулярен в Тунисе, и вскоре от него отказались. В качестве ответной меры Каддафи спонсировал антиправительственных боевиков в Тунисе в 1980-х годах. Обратив своё внимание на Алжир, в 1975 году Ливия подписала в Хасси Месауде оборонительный союз якобы для противодействия предполагаемому «марокканскому экспансионизму», также финансируя Народный фронт освобождения Сагиа-эль-Хамра и Рио-де-Оро Западной Сахары в его борьбе за независимость против Марокко. Стремясь диверсифицировать экономику Ливии, правительство Каддафи начало приобретать акции крупных европейских корпораций, таких как Fiat, а также покупать недвижимость на Мальте и в Италии, которая стала ценным источником дохода во время нефтяного спада 1980-х годов.

## Великая Социалистическая Народная Ливийская Арабская Джамахирия

### Учреждение: 1977
2 марта 1977 года Всеобщий народный конгресс по указанию Каддафи принял «Декларацию об установлении власти народа». Распустив Ливийскую Арабскую Республику, её заменила Великая Социалистическая Народная Ливийская Арабская Джамахирия, «государство масс», концептуально созданное Каддафи. В качестве флага страны было принято новое, полностью зелёное знамя. Официально Джамахирия была прямой демократией, в которой народ управлял собой через 187 Основных народных конгрессов, где все взрослые ливийцы принимали участие и голосовали за национальные решения. Затем они направили своих членов на ежегодный Всеобщий народный конгресс, который транслировался в прямом эфире по телевидению. В принципе, Народные конгрессы были высшим органом власти в Ливии, а для принятия важных решений, предложенных правительственными чиновниками или самим Каддафи, требовалось согласие Народных конгрессов. Каддафи стал генеральным секретарём Всеобщего народного конгресса, хотя в начале 1979 года он ушёл с этого поста и назначил себя «лидером революции».

Флаг Ливии (1977—2011)

Хотя официально весь политический контроль был возложен на Народные конгрессы, в реальности существующее политическое руководство Ливии продолжало осуществлять различную степень власти и влияния. Дебаты оставались ограниченными, а важные решения, касающиеся экономики и обороны, избегались или рассматривались поверхностно; Всеобщий народный конгресс в основном оставался «резиновым штампом» для политики Каддафи. В редких случаях Всеобщий народный конгресс выступал против предложений Каддафи, иногда успешно; в частности, когда Каддафи призвал упразднить начальные школы, считая, что домашнее обучение полезнее для детей, Всеобщий народный конгресс отверг эту идею. В других случаях Каддафи проводил законы без поддержки Всеобщего народного конгресса, например, когда он хотел разрешить женщинам служить в вооружённых силах. В других случаях он назначал внеочередные выборы, когда казалось, что Всеобщее народное собрание примет законы, против которых он выступал. Каддафи провозгласил, что Народные конгрессы обеспечивают все политические потребности Ливии, делая ненужными другие политические организации; все несанкционированные группы, включая политические партии, профессиональные ассоциации, независимые профессиональные союзы и женские группы, были запрещены. Несмотря на эти ограничения, Сант Джон отметил, что система Джамахирии всё же «ввела уровень представительства и участия, доселе неизвестный в Ливии».
После упразднения предшествующих правовых институтов Каддафи задумал, что Джамахирия будет руководствоваться Кораном, приняв законы шариата; он объявил «рукотворные» законы противоестественными и диктаторскими, разрешив только законы Аллаха. Через год он отказался от своих намерений, заявив, что шариат не подходит для Джамахирии, поскольку он гарантирует защиту частной собственности, что противоречит социализму «Зелёной книги». Его акцент на том, что он ставит свои собственные работы в один ряд с Кораном, заставил консервативных клерикалов обвинить его в ширке, что усилило их оппозицию его режиму. В июле 1977 года началась пограничная война с Египтом, в которой египтяне победили Ливию, несмотря на свою технологическую отсталость. Конфликт продолжался неделю, прежде чем обе стороны согласились подписать мирный договор, посредниками которого выступили несколько арабских государств. Египет и Судан вступили в союз с Соединёнными Штатами, и это подтолкнуло Ливию к стратегическому, хотя и не политическому, союзу с Советским Союзом. В знак признания растущих коммерческих отношений между Ливией и Советским Союзом, Каддафи был приглашён посетить Москву в декабре 1976 года; там он вступил в переговоры с Леонидом Брежневым. В августе 1977 года он посетил Югославию, где встретился с её лидером Иосипом Броз Тито, с которым у него сложились гораздо более тёплые отношения.

### Революционные комитеты и продвижение социализма: 1978—1980
Если социализм определяется как перераспределение богатства и ресурсов, то социалистическая революция явно произошла в Ливии после 1969 года и особенно во второй половине 1970-х годов. Управление экономикой становилось всё более социалистическим по намерениям и последствиям, а богатство в виде жилья, капитала и земли значительно перераспределялось или находилось в процессе перераспределения. Частное предпринимательство было практически ликвидировано, его в значительной степени заменила централизованно контролируемая экономика.
В декабре 1978 года Каддафи ушёл с поста Генерального секретаря Всеобщего народного конгресса, объявив, что он сосредоточился на революционной, а не правительственной деятельности; это было частью его нового акцента на отделении аппарата революции от правительства. Хотя он уже не занимал формального правительственного поста, он принял титул «вождя революции» и продолжал оставаться главным командующим вооружёнными силами. Историк Дирк Вандевалле заявил, что, несмотря на претензии Джамахарии на прямую демократию, Ливия оставалась «изолированной политической системой, процесс принятия решений в которой ограничивался небольшим кругом советников и доверенных лиц», окружавших Каддафи.
Ливия начала поворачивать в сторону социализма. В марте 1978 года правительство издало руководство по перераспределению жилья, пытаясь добиться того, чтобы каждый взрослый ливиец имел собственный дом. Большинству семей было запрещено владеть более чем одним домом, а бывшая арендованная недвижимость была экспроприирована государством и продана арендаторам по значительно субсидированной цене. В сентябре Каддафи призвал Народные комитеты устранить «бюрократию государственного сектора» и «диктатуру частного сектора»; Народные комитеты взяли под контроль несколько сотен компаний, преобразовав их в рабочие кооперативы под управлением избранных представителей.
2 марта 1979 года Всеобщий народный конгресс объявил о разделении правительства и революции, последняя была представлена новыми революционными комитетами, которые действовали в тандеме с народными комитетами в школах, университетах, профессиональных союзах, полиции и армии. Революционные комитеты возглавлялись Мохаммедом Маггубом и Центральным координационным бюро, базировавшимся в Триполи и проводившим ежегодные встречи с Каддафи, в которых доминировали революционные ревнители, большинство из которых были молодыми людьми. Члены революционных комитетов формировались из числа членов Основных народных конгрессов. По словам Бирмана, система революционных комитетов стала «ключевым, если не главным механизмом, с помощью которого Каддафи осуществлял политический контроль в Ливии». Издавая еженедельный журнал «Зелёный марш» (аль-Захф аль-Ахдар), в октябре 1980 года они взяли под контроль прессу. Отвечая за распространение революционного пыла, они осуществляли идеологическое наблюдение, а позднее стали играть важную роль в обеспечении безопасности, осуществляя аресты и предавая людей суду в соответствии с «законом революции» (канун ат-таура). В отсутствие правового кодекса или гарантий отправление революционного правосудия было в значительной степени произвольным и привело к широко распространённым злоупотреблениям и подавлению гражданских свобод: «зелёный террор».
В 1979 году комитеты начали перераспределение земли на равнине Джифара, продолжавшееся до 1981 года. В мае 1980 года были приняты меры по перераспределению и уравниванию богатства; у всех, у кого на банковском счёту было более 1000 динаров, лишние деньги были экспроприированы. В следующем году Всеобщий народный конгресс объявил, что правительство возьмёт под контроль все функции импорта, экспорта и распределения, а государственные супермаркеты заменят частные предприятия; это привело к снижению доступности потребительских товаров и развитию процветающего чёрного рынка. Каддафи также был разочарован медленными темпами социальных реформ по вопросам женщин и в 1979 году создал Революционное женское формирование, заменившее более последовательную Ливийскую всеобщую федерацию женщин. В 1978 году он создал Женскую военную академию в Триполи, призывая всех женщин записываться на обучение. Эта мера вызвала много споров и была отклонена Всеобщим народным собранием в феврале 1983 года. Каддафи остался непреклонен, и когда в марте 1984 года Всеобщий народный конгресс вновь проголосовал за отмену этого решения, он отказался подчиниться ему, заявив, что «тот, кто выступает против обучения и эмансипации женщин, является агентом империализма, нравится ему это или нет».
Радикальное направление Джамахирии нажило правительству много врагов. Основная внутренняя оппозиция исходила от исламских фундаменталистов, которые были вдохновлены событиями иранской революции 1979 года. В феврале 1978 года Каддафи узнал, что глава его военной разведки готовит заговор с целью его убийства, и начал всё больше доверять безопасность своему племени Каддафа. Многие из тех, у кого конфисковали богатство и имущество, выступили против администрации, и изгнанники основали ряд оппозиционных групп, финансируемых Западом. Наиболее известным был Национальный фронт спасения Ливии, основанный в 1981 году Мухаммедом Макрифом, который организовывал нападения боевиков на правительство Ливии. Другая организация, аль-Боркан, начала убивать ливийских дипломатов за рубежом. Следуя приказу Каддафи уничтожить этих «бродячих собак», революционные комитеты под руководством полковника Юниса Бильгасима создали зарубежные отделения для подавления контрреволюционной деятельности, убивая различных диссидентов. Хотя соседние страны, такие как Сирия и Израиль, также использовали отряды убийц, Каддафи был необычен тем, что публично хвастался их использованием своей администрацией; в 1980 году он приказал всем диссидентам вернуться домой или быть «ликвидированными, где бы вы ни находились». В 1979 году он также создал Исламский легион, через который несколько тысяч африканцев прошли обучение военной тактике.
Ливия пыталась улучшить отношения с Соединёнными Штатами во время президентства Джимми Картера, например, сотрудничая с его братом, бизнесменом Билли Картером, но в 1979 году Соединённые Штаты включили Ливию в свой список «Государственных спонсоров терроризма». Отношения ещё больше испортились в конце года, когда демонстранты подожгли посольство Соединённых Штатов в Триполи в знак солидарности с организаторами кризиса с заложниками в Иране. В следующем году ливийские истребители начали перехватывать американские истребители, пролетающие над Средиземным морем, что ознаменовало собой крах отношений между двумя странами. Основные источники в итальянских средствах массовой информации утверждали, что самолёт рейса 870 авиакомпании Itavia был сбит во время боя с участием истребителей ливийских, американских, французских и итальянских военно-воздушных сил в ходе покушения членов Организации Североатлантического договора на важного ливийского политика, возможно даже Каддафи, который в тот вечер летел в том же воздушном пространстве. Отношения Ливии с Ливаном и шиитскими общинами по всему миру также ухудшились из-за исчезновения в августе 1978 года имама Мусы аль-Садра во время его визита в Ливию; ливанцы обвинили Каддафи в его убийстве или тюремном заключении, что он отрицал. Отношения с Сирией улучшились, поскольку Каддафи и президент Сирии Хафез аль-Асад враждовали с Израилем и Садатом в Египте. В 1980 году они предложили создать политический союз, при этом Ливия обещала выплатить долг Сирии Советскому Союзу в размере 1 миллиарда фунтов стерлингов; хотя давление заставило Асада выйти из союза, они остались союзниками. Другим ключевым союзником была Уганда, и в 1979 году Каддафи направил 2500 солдат в Уганду для защиты режима президента Иди Амина от танзанийских захватчиков. Миссия провалилась; 400 ливийцев были убиты, и они были вынуждены отступить. Позже Каддафи пожалел о своём союзе с Амином, открыто критикуя его как «фашиста» и «выпендрёжника».

### Конфликт с Соединёнными Штатами и их союзниками: 1981—1986
В начале и середине 1980-х Ливия испытала экономические проблемы; с 1982 по 1986 год годовой доход страны от нефти упал с 21 миллиарда долларов до 5,4 миллиарда долларов. Сосредоточившись на ирригационных проектах, в 1983 году началось строительство самого крупного и дорогостоящего инфраструктурного проекта Ливии — Великой рукотворной реки; хотя его планировалось завершить к концу десятилетия, в начале XXI века он так и остался незавершённым. Военные расходы увеличились, в то время как другие административные бюджеты были урезаны. Внешний долг Ливии вырос, и были введены меры жёсткой экономии, направленные на повышение самообеспеченности; в августе 1985 года произошла массовая депортация иностранных рабочих, большинство из которых были египтянами и тунисцами. Внутренние угрозы продолжали преследовать Каддафи; в мае 1984 года его дом в Баб аль-Азизии был безуспешно атакован боевиками, связанными либо с Национальным фронтом спасения Ливии, либо с «Братьями-мусульманами», после чего 5000 диссидентов были арестованы.

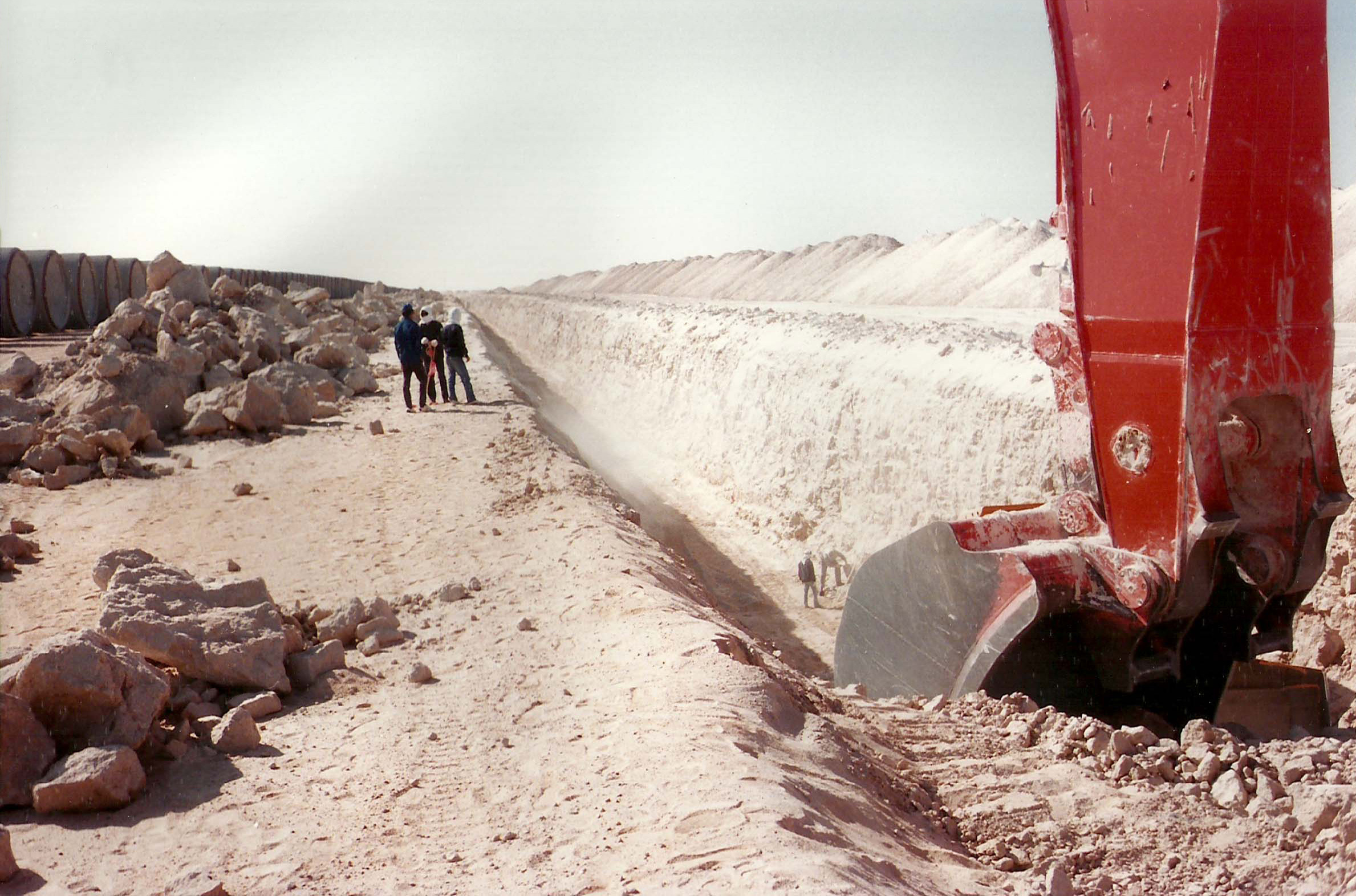
Строительство в рамках проекта «Великая рукотворная река», 1987 год

Ливия долгое время поддерживала ополчение Фронта национального освобождения в соседнем Чаде, а в декабре 1980 года вновь вторглась в Чад по просьбе контролируемого Фронтом национального освобождения Переходного правительства национального единства для оказания помощи в гражданской войне; в январе 1981 года Каддафи предложил политическое слияние. Организация африканского единства отвергла это предложение и потребовала вывода ливийских войск, что и произошло в ноябре 1981 года. Гражданская война возобновилась, и Ливия снова направила туда войска, вступив в столкновение с французскими войсками, которые поддерживали силы Южного Чада. Многие африканские страны устали от вмешательства Ливии в их дела; к 1980 году девять африканских государств разорвали дипломатические отношения с Ливией, а в 1982 году Организация африканского единства отменила запланированную конференцию в Триполи, чтобы не допустить председательства Каддафи. Некоторые африканские государства, такие как Гана Джерри Ролингса и Буркина-Фасо Тома Санкары, тем не менее, поддерживали тёплые отношения с Ливией в 1980-х годах. Предложив политическое единство с Марокко, в августе 1984 года Каддафи и марокканский монарх Хасан II подписали Уджданский договор, образовав Арабо-африканский союз; такой союз считался неожиданным из-за сильных политических разногласий и давней вражды, существовавшей между двумя правительствами. Отношения оставались напряжёнными, особенно из-за дружеских отношений Марокко с Соединёнными Штатами и Израилем; в августе 1986 года Хасан упразднил союз.
В 1981 году новый президент Соединённых Штатов Рональд Рейган занял жёсткую позицию по отношению к Ливии, рассматривая её как марионеточный режим Советского Союза. Каддафи подчёркивал свои коммерческие отношения с Советским Союзом, посещая Москву в 1981 и 1985 годах и угрожая присоединиться к Варшавскому договору. Тем не менее, Советский Союз относился к Каддафи с осторожностью, видя в нём непредсказуемого экстремиста. В августе 1981 года Соединённые Штаты провели военные учения в заливе Сирт — районе, на который Ливия претендовала как на часть своих территориальных вод. Соединённые Штаты сбили два ливийских самолёта Су-22, которые шли на перехват. Закрыв посольство Ливии в Вашингтоне, округ Колумбия, Рейган посоветовал американским компаниям, работающим в Ливии, сократить число размещённого там американского персонала. В марте 1982 года Соединённые Штаты ввели эмбарго на поставки ливийской нефти, а в январе 1986 года приказали всем американским компаниям прекратить свою деятельность в стране, хотя несколько сотен рабочих остались, когда ливийское правительство удвоило им зарплату. Весной 1986 года Военно-морские силы Соединённых Штатов вновь провели учения в заливе Сирт; ливийские военные предприняли ответные действия, но неудачно — Соединённые Штаты потопили несколько ливийских кораблей. Дипломатические отношения также испортились с Великобританией, после того как ливийских дипломатов обвинили в убийстве Ивонн Флетчер, британской полицейской, находившейся возле посольства в Лондоне, в апреле 1984 года.
После того как Соединённые Штаты обвинили Ливию в организации взрыва на берлинской дискотеке в 1986 году, в результате которого погибли два американских солдата, Рейган решил нанести военный ответный удар. Центральное разведывательное управление критически отнеслось к этому шагу, считая, что Сирия представляет собой большую угрозу и что атака укрепит репутацию Каддафи; однако Ливия была признана «мягкой целью». Рейгана поддержала Великобритания, но против выступили другие европейские союзники, которые утверждали, что это противоречит международному праву. В ходе операции «Каньон Эль-Дорадо», организованной 15 апреля 1986 года, военные самолёты Соединённых Штатов нанесли серию авиаударов по Ливии, разбомбив военные объекты в различных частях страны, убив около 100 ливийцев, в том числе несколько гражданских лиц. Одной из целей был дом Каддафи. Сам он не пострадал, двое сыновей Каддафи были ранены, и он утверждал, что его четырёхлетняя приёмная дочь Ханна была убита, хотя с тех пор её существование было поставлено под сомнение. Сразу после этого Каддафи удалился в пустыню для размышлений. Периодически происходили столкновения между каддафистами и армейскими офицерами, которые хотели свергнуть правительство. Хотя Соединённые Штаты были осуждены на международном уровне, Рейган получил прирост популярности внутри страны. Публично критикуя империализм Соединённых Штатов, Каддафи укрепил свою репутацию антиимпериалиста как внутри страны, так и во всём арабском мире, а в июне 1986 года он приказал изменить названия месяцев в Ливии.

### «Революция внутри революции»: 1987—1998
В конце 1980-х годов в Ливии была проведена серия либерализирующих экономических реформ, призванных справиться с сокращением доходов от продажи нефти. В мае 1987 года Каддафи объявил о начале «революции внутри революции», которая началась с реформ в промышленности и сельском хозяйстве и предусматривала возобновление деятельности малого бизнеса. На деятельность Революционных комитетов были наложены ограничения; в марте 1988 года их роль была сужена вновь созданным Министерством по мобилизации масс и революционному руководству, чтобы ограничить их насилие и судебную роль, а в августе 1988 года Каддафи публично раскритиковал их. В марте были освобождены сотни политических заключённых, при этом Каддафи ложно заявил, что в Ливии больше нет политических заключённых. В июне правительство Ливии издало Великую зелёную хартию о правах человека в эпоху масс, в которой в 27 статьях были изложены цели, права и гарантии для улучшения ситуации с правами человека в Ливии, ограничение применения смертной казни и призыв к её окончательной отмене. Многие из предложенных в хартии мер были реализованы в следующем году, хотя часть мер так и осталась нереализованной. Также в 1989 году правительство учредило Международную премию Каддафи в области прав человека, которая присуждалась деятелям из стран третьего мира, боровшимся против колониализма и империализма; лауреатом первого года стал южноафриканский активист борьбы с апартеидом Нельсон Мандела. С 1994 по 1997 год правительство инициировало создание комитетов по чистке, чтобы искоренить коррупцию, особенно в экономическом секторе.
После нападения Соединённых Штатов в 1986 году армия была очищена от нелояльных элементов, а в 1988 году Каддафи объявил о создании народного ополчения, которое должно было заменить армию и полицию. В 1987 году Ливия начала производство иприта на предприятии в Рабте, хотя публично отрицала, что накапливает химическое оружие, и безуспешно пыталась разработать ядерное оружие. В этот период также наблюдался рост внутренней исламистской оппозиции, сформировавшейся в такие группы, как «Братья-мусульмане» и Ливийская исламская боевая группа. Несколько покушений на Каддафи были сорваны, и, в свою очередь, в 1989 году силы безопасности провели рейд по мечетям, которые считались центрами контрреволюционной проповеди. В октябре 1993 года элементы всё более маргинализирующейся армии инициировали неудавшийся переворот в Мисрате, в сентябре 1995 года исламисты начали восстание в Бенгази, а в июле 1996 года в Триполи вспыхнули антикаддафистские футбольные беспорядки. Революционные комитеты пережили возрождение для борьбы с этими исламистами.
В 1989 году Каддафи был очень рад созданию Союза арабского Магриба, объединившего Ливию в экономический пакт с Мавританией, Марокко, Тунисом и Алжиром, рассматривая его как начало нового панарабского союза. Тем временем Ливия усилила поддержку антизападных боевиков, таких как Временная Ирландская республиканская армия, и в 1988 году над Локерби в Шотландии был взорван самолёт рейса 103 Pan American, в результате чего погибли 243 пассажира и 16 членов экипажа, а также 11 человек на земле. В ходе расследования британская полиция определила двух ливийцев — Абдельбасета аль-Меграхи и Ламина Халифаха Фхимаха — в качестве главных подозреваемых и в ноябре 1991 года опубликовала заявление с требованием к Ливии выдать их. Когда Каддафи отказался, ссылаясь на Монреальскую конвенцию, Организация Объединённых Наций в марте 1992 года приняла резолюцию 748, инициировав экономические санкции против Ливии, которые имели глубокие последствия для экономики страны. В результате страна понесла финансовые потери, оцениваемые в 900 миллионов долларов Соединённых Штатов. Дальнейшие проблемы с Западом возникли, когда в январе 1989 года два ливийских военных самолёта были сбиты Соединёнными Штатами у побережья Ливии.
Многие арабские и африканские государства выступили против санкций Организации Объединённых Наций, причём Мандела критиковал их во время визита к Каддафи в октябре 1997 года, когда он похвалил Ливию за её работу по борьбе с апартеидом и наградил Каддафи орденом Доброй Надежды. Санкции были приостановлены только в 1998 году, когда Ливия согласилась разрешить выдачу подозреваемых Шотландскому суду в Нидерландах, при этом процесс проходил под кураторством Манделы. В результате судебного процесса Фхима был оправдан, а аль-Меграхи осуждён. В частном порядке Каддафи утверждал, что ему ничего не известно о том, кто совершил взрыв, и что Ливия не имеет к этому никакого отношения.

### Панафриканизм, примирение и приватизация: 1999—2011

#### Связи с Африкой

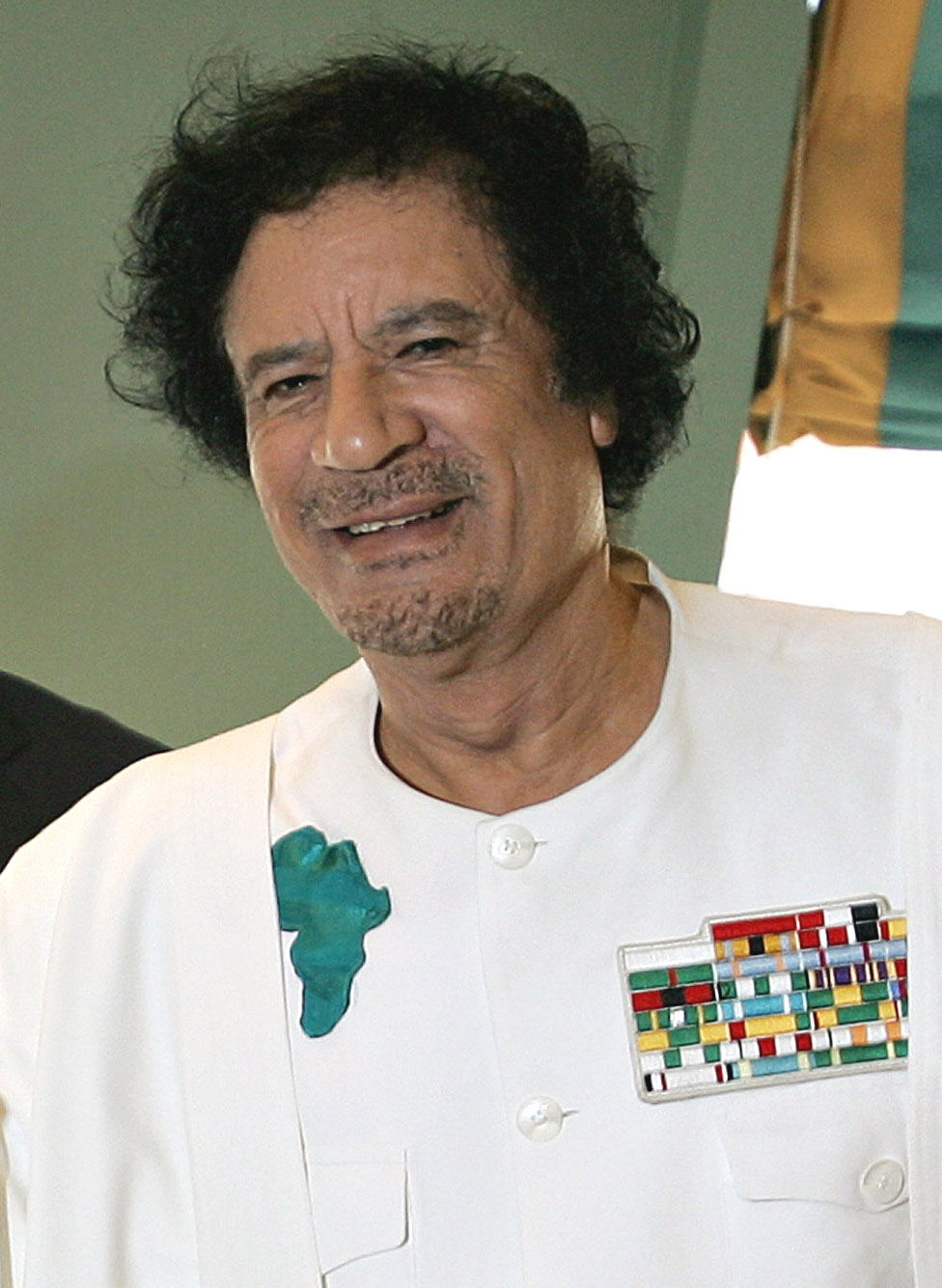
Каддафи в одежде с изображением африканского континента, 2006 год

В конце XX века Каддафи, разочарованный неудачей своих панарабских идеалов, всё чаще отказывался от арабского национализма в пользу панафриканизма, подчёркивая африканскую идентичность Ливии. С 1997 по 2000 год Ливия заключила соглашения о сотрудничестве или двусторонние соглашения о помощи с 10 африканскими государствами, а в 1999 году присоединилась к Сообществу государств Сахеля и Сахары. В июне 1999 года Каддафи посетил Манделу в Южной Африке, а в следующем месяце принял участие в саммите Организации африканского единства в Алжире, призвав к большей политической и экономической интеграции на всём континенте и выступив за создание Соединённых Штатов Африки. Он стал одним из основателей Африканского союза, созданного в июле 2002 года вместо Организации африканского единства; на церемонии открытия он призвал африканские государства отказаться от обусловленной помощи со стороны развитых стран, что было прямо противоположно заявлению президента Южной Африки Табо Мбеки. Были предположения, что Каддафи хотел стать первым председателем Африканского союза, что вызвало опасения в Африке, что это повредит международному авторитету Союза, особенно на Западе.
На третьем саммите Африканского союза, состоявшемся в Триполи, в Ливии, в июле 2005 года, Каддафи призвал к большей интеграции, выступая за единый паспорт Африканского союза, общую систему обороны и единую валюту, используя лозунг: «Соединённые Штаты Африки — это надежда». Его предложение о создании Союза африканских государств, проект, изначально задуманный Кваме Нкрумой из Ганы в 1960-х годах, был отвергнут на саммите Ассамблеи глав государств и правительств в Лусаке в 2001 году африканскими лидерами, которые посчитали его «нереальным» и «утопичным». В июне 2005 года Ливия присоединилась к Общему рынку Восточной и Южной Африки. В марте 2008 года в Уганде Каддафи выступил с речью, в которой вновь призвал Африку отказаться от иностранной помощи. В августе 2008 года Каддафи был провозглашён «Королём королей» комитетом традиционных африканских лидеров; они короновали его в феврале 2009 года на церемонии, состоявшейся в Аддис-Абебе, в Эфиопии. В том же месяце Каддафи был избран председателем Африканского союза, эту должность он сохранял в течение года. В октябре 2010 года Каддафи извинился перед африканскими лидерами за историческое порабощение африканцев арабской работорговлей.

#### Восстановление связей с Западом
В 1999 году Ливия начала секретные переговоры с британским правительством о нормализации отношений. В сентябре 2001 года Каддафи публично осудил нападения 11 сентября аль-Каиды на Соединённые Штаты, выразив сочувствие жертвам и призвав Ливию к участию в возглавляемой Соединёнными Штатами войне с терроризмом против воинствующего исламизма. Правительство Каддафи продолжало подавлять внутренний исламизм, в то же время Каддафи призывал к более широкому применению законов шариата. Ливия также укрепила связи с Китаем и Северной Кореей: в апреле 2002 года Ливию посетил президент Китая Цзян Цзэминь. Под влиянием событий войны в Ираке, в декабре 2003 года Ливия отказалась от обладания оружием массового поражения, свернув свои программы по созданию химического и ядерного оружия. В результате отношения с Соединёнными Штатами улучшились. Премьер-министр Великобритании Тони Блэр посетил Каддафи в марте 2004 года; между ними установились тесные личные связи. В 2003 году Ливия выплатила 2,7 миллиарда долларов Соединённых Штатов семьям жертв взрыва в Локерби, так как это было условием Соединённых Штатов и Великобритании для прекращения оставшихся санкций Организации Объединённых Наций. Ливия продолжала отрицать свою роль во взрыве.
В 2004 году Каддафи посетил штаб-квартиру Европейского союза в Брюсселе, что означало улучшение отношений между Ливией и Европейским союзом, и Европейский союз снял санкции с Ливии. Будучи стратегическим игроком в попытках Европы остановить нелегальную миграцию из Африки, в октябре 2010 года Европейский союз заплатил Ливии более 50 миллионов евро, чтобы остановить поток африканских мигрантов в Европу; Каддафи поощрял этот шаг, говоря, что это необходимо для предотвращения потери европейской культурной идентичности и замены её новой «чёрной Европой». Каддафи также заключил соглашения с итальянским правительством о том, что они будут инвестировать в различные инфраструктурные проекты в качестве компенсации за прошлую колониальную политику Италии в Ливии. Премьер-министр Италии Сильвио Берлускони принёс Ливии официальные извинения в 2006 году, после чего Каддафи назвал его «железным человеком» за его мужество, проявленное при этом. В августе 2008 года Каддафи и Берлускони подписали в Бенгази исторический договор о сотрудничестве; согласно его условиям, Италия выплатит Ливии 5 миллиардов долларов в качестве компенсации за бывшую военную оккупацию. В обмен Ливия примет меры по борьбе с нелегальной иммиграцией, прибывающей с её берегов, и увеличит инвестиции в итальянские компании.
Исключённый в 2006 году из списка государственных спонсоров терроризма Соединённых Штатов, Каддафи, тем не менее, продолжал свою антизападную риторику, а на втором саммите Африка-Южная Америка, состоявшемся в Венесуэле в сентябре 2009 года, он призвал к созданию военного альянса в Африке и Латинской Америке, который бы соперничал с Организацией Североатлантического договора. В том же месяце он впервые выступил на Генеральной Ассамблее Организации Объединённых Наций в Нью-Йорке, осудив «агрессию Запада». Весной 2010 года Каддафи провозгласил джихад против Швейцарии после того, как швейцарская полиция обвинила двух членов его семьи в преступной деятельности в этой стране, что привело к разрыву двусторонних отношений.

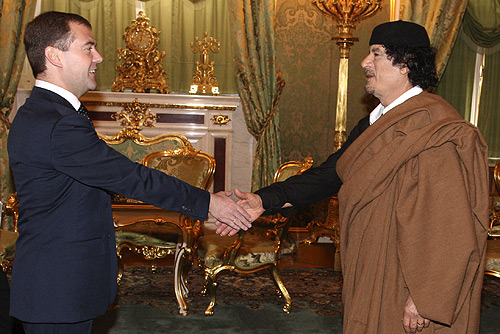
Дмитрий Медведев и Муаммар Каддафи, 2008 год
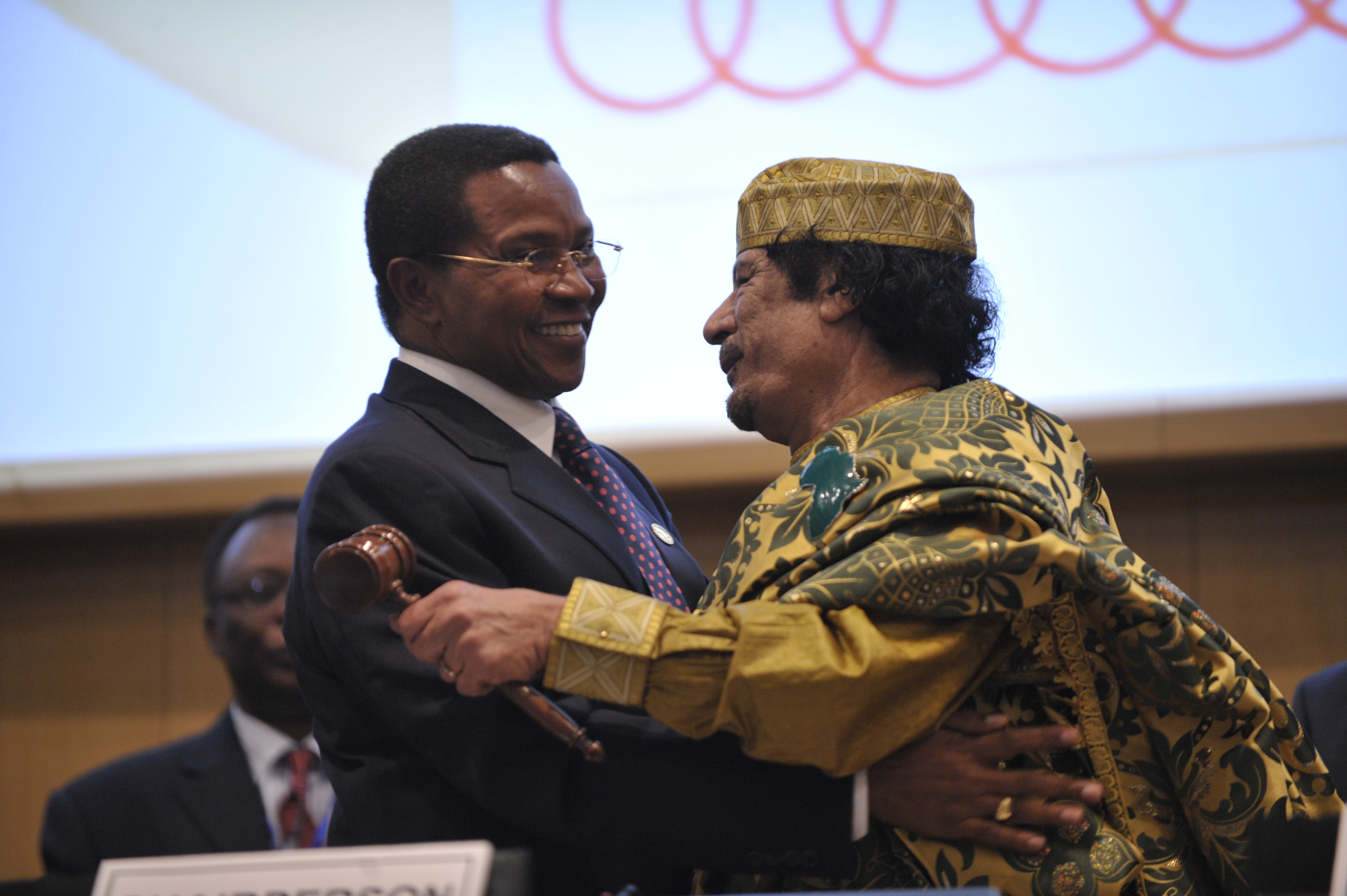
Президент Танзании Джакайя Киквете и Каддафи на саммите Африканского союза, 2009 год
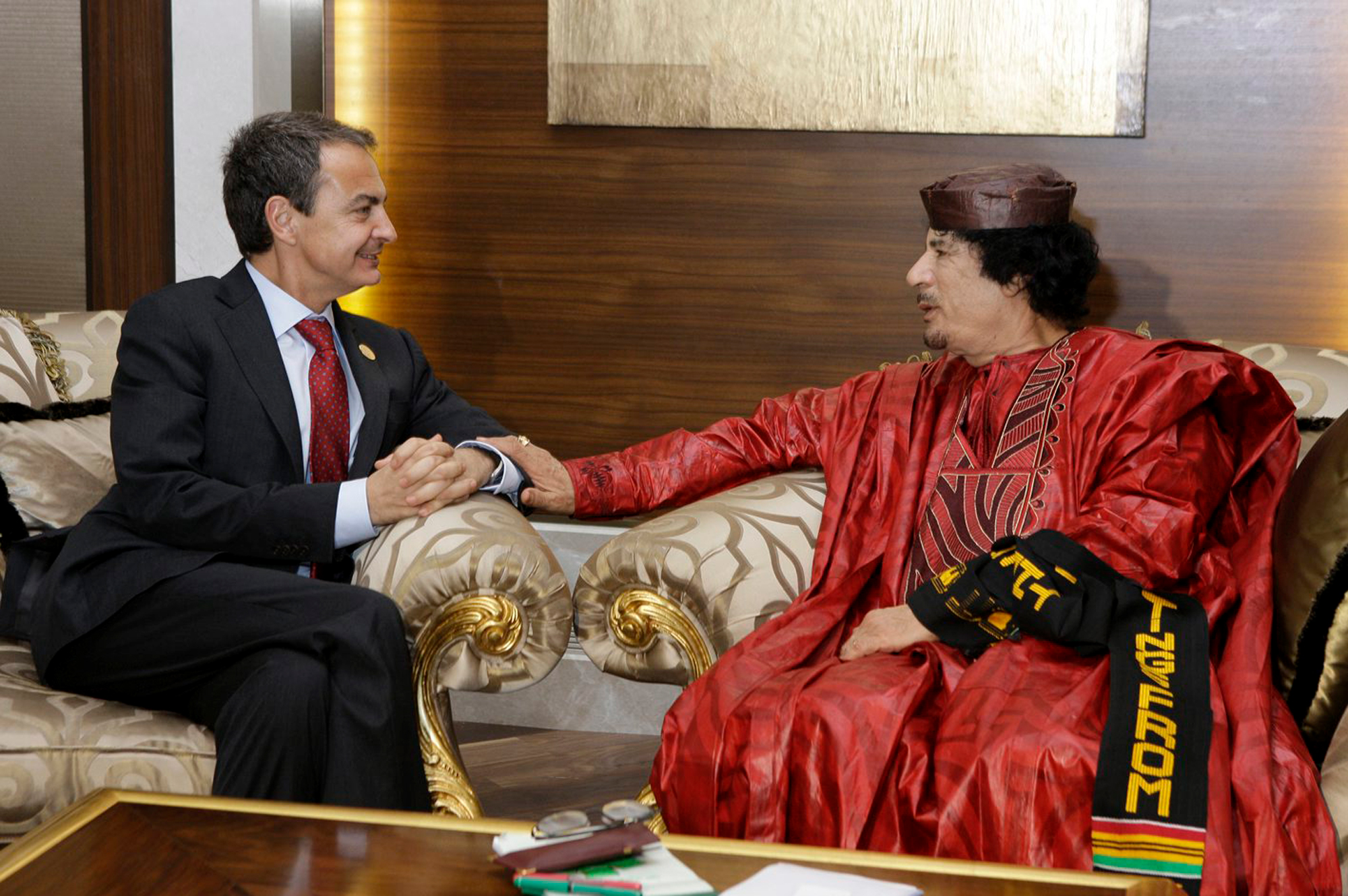
Премьер-министр Испании Хосе Луис Родригес Сапатеро и Каддафи, 2010 год

#### Экономические реформы
Экономика Ливии стала объектом растущей приватизации; отвергая социалистическую политику национализации промышленности, проповедуемую в «Зелёной книге», правительственные деятели утверждали, что они формируют «народный социализм», а не капитализм. Каддафи приветствовал эти реформы, призвав к широкомасштабной приватизации в своей речи в марте 2003 года; он пообещал, что Ливия вступит во Всемирную торговую организацию. Эти реформы способствовали привлечению частных инвестиций в экономику Ливии. К 2004 году прямые иностранные инвестиции в Ливию составили 40 миллиардов долларов Соединённых Штатов, что в шесть раз больше, чем в 2003 году. Часть населения Ливии отреагировала против этих реформ публичными демонстрациями, а в марте 2006 года революционные сторонники жёсткой линии взяли под контроль кабинет Всеобщего народного конгресса; хотя они и снизили темпы изменений, но не остановили их. В 2010 году были объявлены планы по приватизации половины ливийской экономики в течение следующего десятилетия, однако вскоре от этих планов отказались, поскольку компании, которые, по заявлению правительства, собирались разместить на фондовом рынке, в том числе Национальный коммерческий банк и Ливийская металлургическая компания никогда не размещались на бирже и оставались на 100 % принадлежащими государству. Однако многие социалистические принципы остались, например, в 2007 году были национализированы дочерние предприятия логистической компании Husni Bey Group. Сельское хозяйство осталось практически нетронутым реформами: фермы остались кооперативами, Сельскохозяйственный банк Ливии остался полностью в государственной собственности, сохранилась политика государственного вмешательства и контроль над ценами. Нефтяная промышленность оставалась в основном государственной: Национальная нефтяная корпорация, полностью принадлежащая государству, сохранила 70 % акций нефтяной промышленности Ливии, правительство также ввело 93 % налог на всю нефть, которую иностранные компании добывали в Ливии. Сохранились контроль над ценами и субсидии на нефть и продовольствие, а также такие предоставляемые государством льготы, как бесплатное образование, всеобщее здравоохранение, бесплатное жильё, бесплатная вода и бесплатное электричество. Ливия также изменила свою позицию в отношении Всемирной торговой организации после смещения Шукри Ганема, когда Каддафи осудил Всемирную торговую организацию как неоколониальную террористическую организацию и призвал страны Африки и третьего мира не присоединяться к ней.
Несмотря на отсутствие сопутствующей политической либерализации, где Каддафи сохранял преобладающий контроль, в марте 2010 года правительство передало дополнительные полномочия муниципальным советам. Растущее число технократов-реформаторов заняло посты в управлении страной; наиболее известным был сын и наследник Муаммара Каддафи Саиф аль-Ислам Каддафи, который открыто критиковал ситуацию с правами человека в Ливии. Он возглавил группу, предложившую разработку новой конституции, хотя она так и не была принята. Занимаясь поощрением туризма, Саиф в 2008 году основал несколько частных медиа-каналов, но после критики правительства они были национализированы в 2009 году.

## Гражданская война в Ливии

### Истоки и развитие: февраль-август 2011

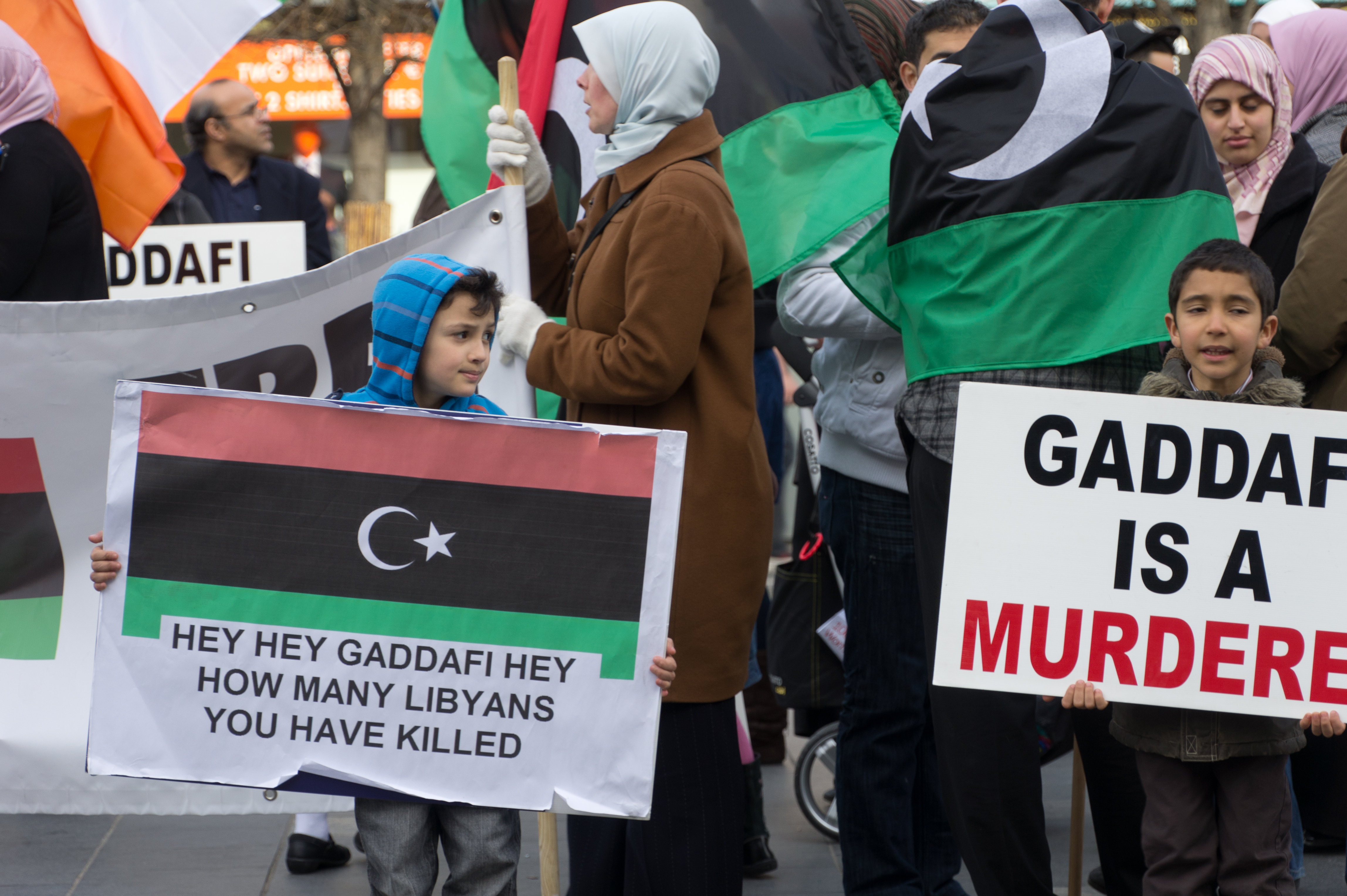
Люди протестуют против Каддафи в Дублине, Ирландия, март 2011 года

После начала «арабской весны» в 2011 году Каддафи выступил в поддержку президента Туниса Зин эль-Абидина Бен Али, которому тогда угрожала тунисская революция. Каддафи предположил, что народ Туниса будет удовлетворён, если Бен Али введёт там систему джамахирии. Опасаясь внутренних протестов, правительство Ливии приняло превентивные меры, снизив цены на продукты питания, очистив армейское руководство от потенциальных перебежчиков и освободив нескольких заключённых-исламистов. Это оказалось неэффективным, и 17 февраля 2011 года вспыхнули крупные протесты против правительства Каддафи. В отличие от Туниса или Египта, Ливия была в значительной степени религиозно однородной и не имела сильного исламистского движения, но было широко распространено недовольство коррупцией и укоренившимися системами покровительства, а безработица достигла около 30 процентов.
Обвинив повстанцев в том, что они «накачаны наркотиками» и связаны с «аль-Каидой», Каддафи заявил, что скорее умрёт мучеником, чем покинет Ливию. Когда он объявил, что повстанцев будут «преследовать улица за улицей, дом за домом и шкаф за шкафом», армия открыла огонь по протестующим в Бенгази, убив сотни людей. Потрясённые реакцией правительства, ряд высокопоставленных политиков подали в отставку или перешли на сторону протестующих. Восстание быстро распространилось по менее экономически развитой восточной части Ливии. К концу февраля Мисрата на западе и восточные города, такие как Бенгази, аль-Байда и Тобрук в бывшей Киренаике, контролировались повстанцами, и для их представления был сформирован базирующийся в Бенгази Национальный переходный совет.

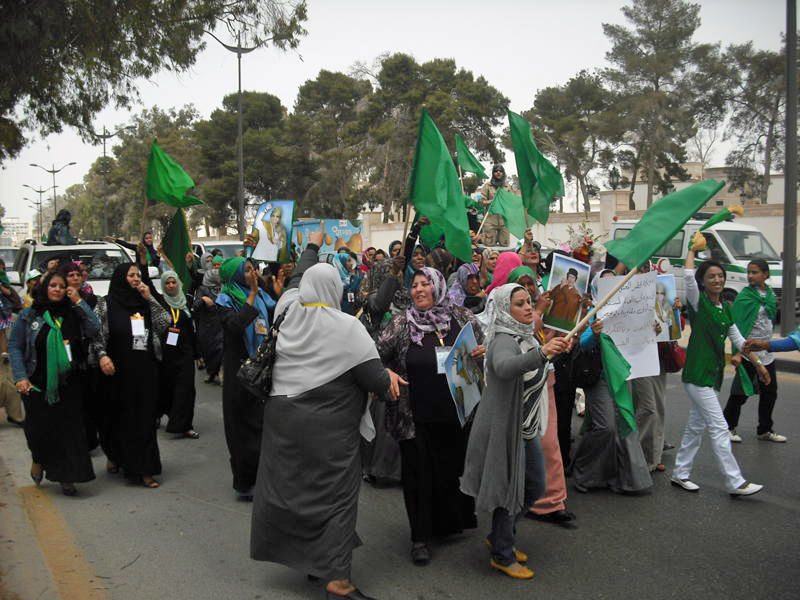
Протесты сторонников Каддафи в Триполи, май 2011 года

В первые месяцы конфликта казалось, что правительство Каддафи, обладающее большей огневой мощью, одержит победу. Обе стороны пренебрегали законами войны, допуская нарушения прав человека, включая произвольные аресты, пытки, внесудебные казни и нападения из мести. 26 февраля Совет Безопасности Организации Объединённых Наций принял резолюцию 1970, приостановив членство Ливии в Совете Организации Объединённых Наций по правам человека, введя санкции и призвав Международный уголовный суд провести расследование убийства безоружных гражданских лиц. В марте Совет Безопасности объявил бесполётную зону для защиты гражданского населения от воздушных бомбардировок, призвав иностранные государства обеспечить её соблюдение; он также конкретно запретил иностранную оккупацию. Игнорируя это, Катар направил сотни военнослужащих для поддержки диссидентов и вместе с Францией и Объединёнными Арабскими Эмиратами предоставил оружие и военную подготовку Национальному переходному совету. Организация Североатлантического договора объявила, что введёт запретную для полётов зону. 30 апреля в результате авиаудара Организации Североатлантического договора в Триполи погиб шестой сын Каддафи и трое его внуков. Это военное вмешательство Запада подверглось критике со стороны различных левых правительств, в том числе тех, которые критиковали реакцию Каддафи на протесты, поскольку они расценили это как империалистическую попытку установить контроль над ресурсами Ливии.
27 июня Международный уголовный суд выдал ордера на арест Каддафи, его сына Саифа аль-Ислама и его зятя Абдуллы Сенусси, главы государственной безопасности, по обвинению в преступлениях против человечности. В том же месяце Amnesty International опубликовала свой отчёт, в котором было установлено, что силы Каддафи несут ответственность за многочисленные военные преступления. В июле более 30 правительств признали Национальный переходный совет законным правительством Ливии; Каддафи призвал своих сторонников «Растоптать эти признания, растоптать их ногами… Они ничего не стоят». В августе Лига арабских государств признала Национальный переходный совет «законным представителем ливийского государства».
При поддержке с воздуха Организации Североатлантического договора повстанческое ополчение продвигалось на запад, нанося поражение армиям лоялистов и захватывая контроль над центром страны. Заручившись поддержкой общин амазигов (берберов) в горах Нафуса, которые долгое время преследовались как не говорящие по-арабски при Каддафи, армии Национального переходного совета окружили сторонников Каддафи в нескольких ключевых районах западной Ливии. В августе повстанцы захватили Злитен и Триполи, покончив с последними остатками власти Каддафи. Вполне вероятно, что без авиаударов Организации Североатлантического договора, поддерживавших повстанцев, они не смогли бы продвинуться на запад, и силы Каддафи в конечном итоге вернули бы себе контроль над восточной Ливией.

### Захват и смерть: сентябрь-октябрь 2011
Лишь несколько городов на западе Ливии, такие как Бени-Валид, Сабха и Сирт, оставались оплотами каддафистов. Отступив в Сирт после падения Триполи, Каддафи объявил о своей готовности вести переговоры о передаче власти переходному правительству, но это предложение было отклонено Национальным переходным советом. Окружив себя телохранителями, он постоянно менял места жительства, чтобы избежать обстрелов Национального переходного совета, посвящая свои дни молитве и чтению Корана. 20 октября Каддафи вырвался из 2-го округа Сирта в составе совместной гражданской и военной колонны, надеясь укрыться в долине Джарреф. Около 08:30 бомбардировщики Организации Североатлантического договора атаковали, уничтожив не менее 14 автомобилей и убив не менее 53 человек. Конвой рассеялся, а Каддафи и его приближённые бежали на соседнюю виллу, которая была обстреляна повстанцами из Мисраты. Убегая на стройку, Каддафи и его соратники спрятались в трубах дренажной канализации, пока его телохранители сражались с повстанцами; в ходе конфликта Каддафи получил ранение головы в результате взрыва гранаты, а министр обороны Абу-Бакр Юнис Джабр был убит.
Ополченцы Мисраты взяли Каддафи в плен, нанеся ему серьёзные ранения при попытке задержания; происходящее было снято на мобильный телефон. На видео видно, как Каддафи тыкают или наносят удары «какой-то палкой или ножом» или, возможно, штыком. Зацепившись за переднюю часть пикапа, Каддафи упал, когда тот уезжал. Затем его полуобнажённое, безжизненное тело было помещено в машину скорой помощи и доставлено в Мисрату; по прибытии туда он был уже мёртв. В официальных отчётах Национального переходного совета утверждалось, что Каддафи попал под перекрёстный огонь и скончался от пулевых ранений. Другие свидетельства очевидцев утверждали, что повстанцы смертельно ранили Каддафи в живот. Сын Каддафи Муттазим, также находившийся в колонне, был также схвачен и через несколько часов найден мёртвым, скорее всего, в результате внесудебной казни. Около 140 сторонников Каддафи были задержаны из колонны; трупы 66 из них, ставших жертвами внесудебной казни, были позже найдены в близлежащем отеле Махари. Главный патологоанатом Ливии Осман аз-Зинтани провёл вскрытие Каддафи, его сына и Джабра в первые дни после их смерти; хотя патологоанатом сообщил прессе, что Каддафи скончался от огнестрельного ранения в голову, отчёт о вскрытии не был обнародован.
Во второй половине дня после смерти Каддафи об этом публично сообщил премьер-министр Национального переходного совета Махмуд Джибриль. Труп Каддафи был помещён в морозильную камеру местного рынка вместе с трупами Юниса Джабра и Мутассима; тела были выставлены на всеобщее обозрение в течение четырёх дней, и посмотреть на них приезжали ливийцы со всей страны. Кадры смерти Каддафи широко транслировались в международных средствах массовой информации. В ответ на международные призывы 24 октября Джибрил объявил, что комиссия расследует смерть Каддафи. 25 октября Национальный переходный совет объявил, что Каддафи был похоронен в неустановленном месте в пустыне.
Стремясь отомстить за убийство, сторонники Каддафи тяжело ранили и пытали одного из тех, кто схватил Каддафи, 22-летнего Омрана Шаабана, недалеко от Бани-Валида в сентябре 2012 года. Его пытали несколько дней, и в конце концов, госпитализированным, он умер в больнице во Франции, куда его срочно вывезли из страны, чтобы провести сложную операцию.

## Политическая идеология
Мы называем её Третьей [всемирной] теорией, чтобы показать, что есть новый путь для всех тех, кто отвергает и материалистический капитализм, и атеистический коммунизм. Путь для всех людей мира, которые ненавидят опасное противостояние между варшавским и североатлантическим военными союзами. Это для всех тех, кто верит, что все народы мира являются братьями под эгидой правления Бога.
Идеологическое мировоззрение Каддафи формировалось его окружением, а именно его исламской верой, бедуинским воспитанием и отвращением к действиям итальянских колонизаторов в Ливии. Будучи школьником, Каддафи принял идеологию арабского национализма и арабского социализма, особенно под влиянием насеризма, мысли египетского президента Насера, которого Каддафи считал своим героем; Насер в частном порядке описал Каддафи как «хорошего мальчика, но ужасно наивного». В начале 1970-х годов Каддафи сформулировал свой особый подход к арабскому национализму и социализму, известный как Третья всемирная теория, который газета The New York Times описала как сочетание «утопического социализма, арабского национализма и революционной теории Третьего мира, которая была в моде в то время». Он рассматривал эту систему как практическую альтернативу господствовавшим тогда международным моделям западного капитализма и марксизма-ленинизма. Он изложил принципы этой теории в трёх томах «Зелёной книги», в которых стремился «объяснить структуру идеального общества».
Специалист по ливийским исследованиям Рональд Брюс Сент Джон считал арабский национализм «исконной ценностью» Каддафи, заявляя, что в первые годы своего правления Каддафи был «арабским националистом по преимуществу». Каддафи призвал арабский мир восстановить своё достоинство и занять видное место на мировой арене, обвиняя арабскую отсталость в застое, вызванном османским правлением, европейским колониализмом и империализмом, а также коррумпированными и репрессивными монархиями. Арабские националистические взгляды Каддафи привели его к панарабистской вере в необходимость единства всего арабского мира, объединения арабской нации в рамках единого национального государства. С этой целью он предложил к 1974 году политический союз с пятью соседними арабскими государствами, но безуспешно. В соответствии с его взглядами на арабов, его политическая позиция была описана как нативистская. Каддафи также имел международные амбиции, желая экспортировать свои революционные идеи по всему миру. Каддафи видел в своей социалистической Джамахирии образец для подражания арабскому, исламскому и неприсоединившемуся миру и в своих речах заявлял, что его Третья всемирная теория в конечном итоге будет руководить всей планетой. Тем не менее он добился минимального успеха в экспорте идеологии за пределы Ливии.
Наряду с арабским национализмом антиимпериализм также был определяющей чертой режима Каддафи в первые годы его существования. Он верил в противостояние западному империализму и колониализму в арабском мире, включая любой западный экспансионизм в форме Израиля. Он предложил поддержку широкому кругу политических групп за границей, называвших себя «антиимпериалистическими», особенно тем, которые противостояли Соединённым Штатам. На протяжении многих лет антисионизм был фундаментальной составляющей идеологии Каддафи. Он считал, что государство Израиль не должно существовать и что любой арабский компромисс с израильским правительством является предательством арабского народа. Во многом из-за их поддержки Израиля Каддафи презирал Соединённые Штаты, считая страну империалистической и критикуя её как «воплощение зла». Он стремился отличить «восточных» евреев, живших на Ближнем Востоке в течение нескольких поколений, от европейских евреев, мигрировавших в Палестину в XX веке, называя последних «бродягами» и «наёмниками», которым следует вернуться в Европу. Он выступал против евреев во многих своих выступлениях, причём Бланди и Лисетт утверждали, что его антисемитизм был «почти гитлеровским». Поскольку в начале XXI века панафриканизм всё больше становился его центром внимания, Каддафи стал меньше интересоваться израильско-палестинским вопросом, призывая две общины сформировать новое единое государство, которое он назвал «Исратин». Это привело бы к тому, что еврейское население стало бы меньшинством в новом государстве.

### Исламский модернизм и исламский социализм
Каддафи отверг светский подход к арабскому национализму, который был широко распространён в Сирии, а его революционное движение уделяло гораздо больше внимания исламу, чем предыдущие арабские националистические движения. Он считал арабизм и ислам неразделимыми, называя их «единым и неделимым», и призывал христианское меньшинство арабского мира принять ислам. Он настаивал на том, чтобы исламский закон был основой государственного права, стирая любые различия между религиозными и светскими сферами. Он желал единства во всём исламском мире и поощрял распространение веры в других местах; во время визита в Италию в 2010 году он заплатил модельному агентству, чтобы найти 200 молодых итальянских женщин для лекции, которую он прочитал, призывая их обратиться в ислам. По словам биографа Каддафи Джонатана Бирмана, с точки зрения ислама Каддафи был скорее модернистом, чем фундаменталистом, поскольку он подчинил религию политической системе, а не стремился исламизировать государство, как это пытались сделать исламисты. Им двигало чувство «божественной миссии», он считал себя проводником воли Бога и думал, что должен достичь своих целей «любой ценой». Тем не менее его интерпретация ислама была своеобразной, и он столкнулся с консервативными ливийскими священнослужителями. Многие критиковали его попытки поощрить женщин к участию в традиционно мужских секторах общества, таких как вооружённые силы. Каддафи стремился улучшить статус женщин, хотя считал, что полы «отдельные, но равные», и поэтому считал, что женщины обычно должны оставаться в традиционных ролях.
Цель социалистического общества – счастье человека, которое может быть реализовано только через материальную и духовную свободу. Достижение такой свободы зависит от степени владения человеком своими потребностями; собственность, которая является личной и священно гарантированной, то есть ваши потребности не должны принадлежать кому-то другому и не должны подвергаться грабежу какой-либо частью общества.
Каддафи назвал свой подход к экономике «исламским социализмом». Для него социалистическое общество можно определить как общество, в котором люди контролируют свои потребности либо через личную собственность, либо через коллектив. Хотя ранняя политика, проводимая его правительством, была направлена на государственный капитализм, к 1978 году он считал, что частная собственность на средства производства носит эксплуататорский характер, и поэтому стремился увести Ливию от капитализма к социализму. Частное предпринимательство было в значительной степени ликвидировано в пользу централизованно контролируемой экономики. Степень, в которой Ливия стала социалистической при Каддафи, оспаривается. Бирман предположил, что, хотя в Ливии действительно произошла «глубокая социальная революция», он не думал, что в Ливии было установлено «социалистическое общество». Напротив, Сент Джон выразил мнение, что «если социализм определяется как перераспределение богатства и ресурсов, то социалистическая революция явно произошла в Ливии» при режиме Каддафи.
Каддафи был убеждённым антимарксистом и в 1973 году заявил, что «долг каждого мусульманина — бороться» с марксизмом, поскольку он пропагандирует атеизм. По его мнению, такие идеологии, как марксизм и сионизм, были чужды исламскому миру и представляли угрозу для уммы или глобального исламского сообщества. Тем не менее Бланди и Лисетт отметили, что социализм Каддафи имел «любопытно марксистский оттенок», а политолог Сами Хаджар утверждал, что модель социализма Каддафи предлагает упрощение теорий Карла Маркса и Фридриха Энгельса. Признавая влияние марксизма на мысли Каддафи, Бирман заявил, что ливийский лидер отверг основной принцип марксизма, согласно которому классовая борьба является основным двигателем социального развития. Вместо того, чтобы принять марксистскую идею о том, что социалистическое общество возникло в результате классовой борьбы между пролетариатом и буржуазией, Каддафи считал, что социализм будет достигнут путём свержения «неестественного» капитализма и возвращения общества к его «естественному равновесию». При этом он стремился заменить капиталистическую экономику экономикой, основанной на его собственных романтизированных представлениях о традиционном докапиталистическом прошлом. Во многом это было связано с исламской верой в естественный закон Бога, обеспечивающий порядок во Вселенной.

## Восприятие и наследие
Каддафи был противоречивой и вызывающей серьезные разногласия фигурой в мире. Сторонники хвалили его за готовность бороться с несправедливым экономическим наследием иностранного господства, а также за поддержку панафриканства и панарабизма. И наоборот, он был осужден на международном уровне как диктатор, авторитарная администрация которого нарушала права человека ливийских граждан, преследовала диссидентов за рубежом и поддерживала международный терроризм.
Каддафи был противоречивой фигурой в мире, вызывающей серьёзные разногласия. По словам Бирмана, Каддафи «вызывал крайности страсти: высшее обожание со стороны его последователей, горькое презрение со стороны его противников». Бирман добавил, что «в стране, которая раньше страдала от иностранного господства, антиимпериализм [Каддафи] оказался неизменно популярным». Популярность Каддафи внутри страны была обусловлена его свержением монархии, удалением итальянских поселенцев и американских и британских авиабаз с территории Ливии, а также перераспределением земель страны на более справедливой основе. Сторонники восхваляли администрацию Каддафи за создание почти бесклассового общества посредством внутренних реформ. Они подчеркнули достижения режима в борьбе с бездомностью, обеспечении доступа к продовольствию и безопасной питьевой воде, а также значительные улучшения в образовании; при Каддафи уровень грамотности значительно вырос, и все образование вплоть до университетского уровня было бесплатным. Великая рукотворная река Каддафи — крупнейший в мире ирригационный проект. Сторонники также приветствовали достижения в области медицинского обслуживания, восхваляя всеобщее бесплатное медицинское обслуживание, предоставляемое при администрации Каддафи, благодаря которому удалось сдержать такие заболевания, как холера и брюшной тиф, и увеличить продолжительность жизни.
Биографы Бланди и Лайсетт полагали, что в течение первого десятилетия правления Каддафи жизнь большинства ливийцев «несомненно изменилась к лучшему», поскольку материальные условия и благосостояние резко улучшились, в то время как специалист по ливийским исследованиям Лилиан Крейг Харрис отметила, что в первые годы его правления «национальное богатство и международное влияние Ливии резко возросли, и ее национальный уровень жизни резко повысился». Такие высокие стандарты снизились в 1980-х годах в результате экономической стагнации; именно в это десятилетие увеличилось число ливийских перебежчиков. Каддафи утверждал, что его Джамахирия была «конкретной утопией» и что он был назначен с «народного согласия», а некоторые исламские сторонники Каддафи полагали, что он демонстрировал бараку. Его оппозиция западным правительствам снискала ему уважение многих евроамериканских ультраправых, например, базирующегося в Соединённом Королевстве Национального фронта, который в 1980-х годах придерживался аспектов Третьей всемирной теории. Его антизападная позиция также вызвала одобрение со стороны крайне левых; в 1971 году Советский Союз наградил его орденом Ленина, хотя его недоверие к атеистическому марксизму-ленинизму не позволило ему присутствовать на церемонии в Москве. Фёрст отметил, что в начале 1970-х годов различные студенты Университета Париж-8 приветствовали Каддафи как «единственного лидера третьего мира, по-настоящему настроенного на борьбу».

### Оппозиция и критика
Ливийское движение против Каддафи объединило множество разнообразных групп, у которых были различные мотивы и цели. В неё входили по меньшей мере пять поколений оппозиционных сил, в том числе исламские фундаменталисты, выступавшие против его радикальных реформ, несколько активных монархистов, члены старой элиты, существовавшей до Каддафи, консервативные националисты, которые поддерживали его арабскую националистическую программу, но выступали против его левых экономических реформ, и технократы, чьи перспективы на будущее были подорваны переворотом 1969 года. Представители торгового среднего класса Ливии часто возмущались потерей своих предприятий в результате программы национализации Каддафи, в то время как многие ливийцы возражали против использования Каддафи нефтяных богатств страны для финансирования революционной деятельности за рубежом, а не для внутреннего развития в самой Ливии. Он также столкнулся с оппозицией со стороны конкурирующих социалистов, таких как баасисты и марксисты; во время гражданской войны его критиковали как левоцентристские, так и правоцентристские правительства за ответственность за нарушения прав человека. Прозванный Рейганом «бешеным псом Ближнего Востока», Каддафи стал пугалом для западных правительств, которые представляли его как «злобного диктатора угнетенного народа». Для этих критиков Каддафи был «деспотичным, жестоким, высокомерным, тщеславным и глупым», а Паргетер отметил, что «в течение многих лет он олицетворялся в международных средствах массовой информации как своего рода суперзлодей».

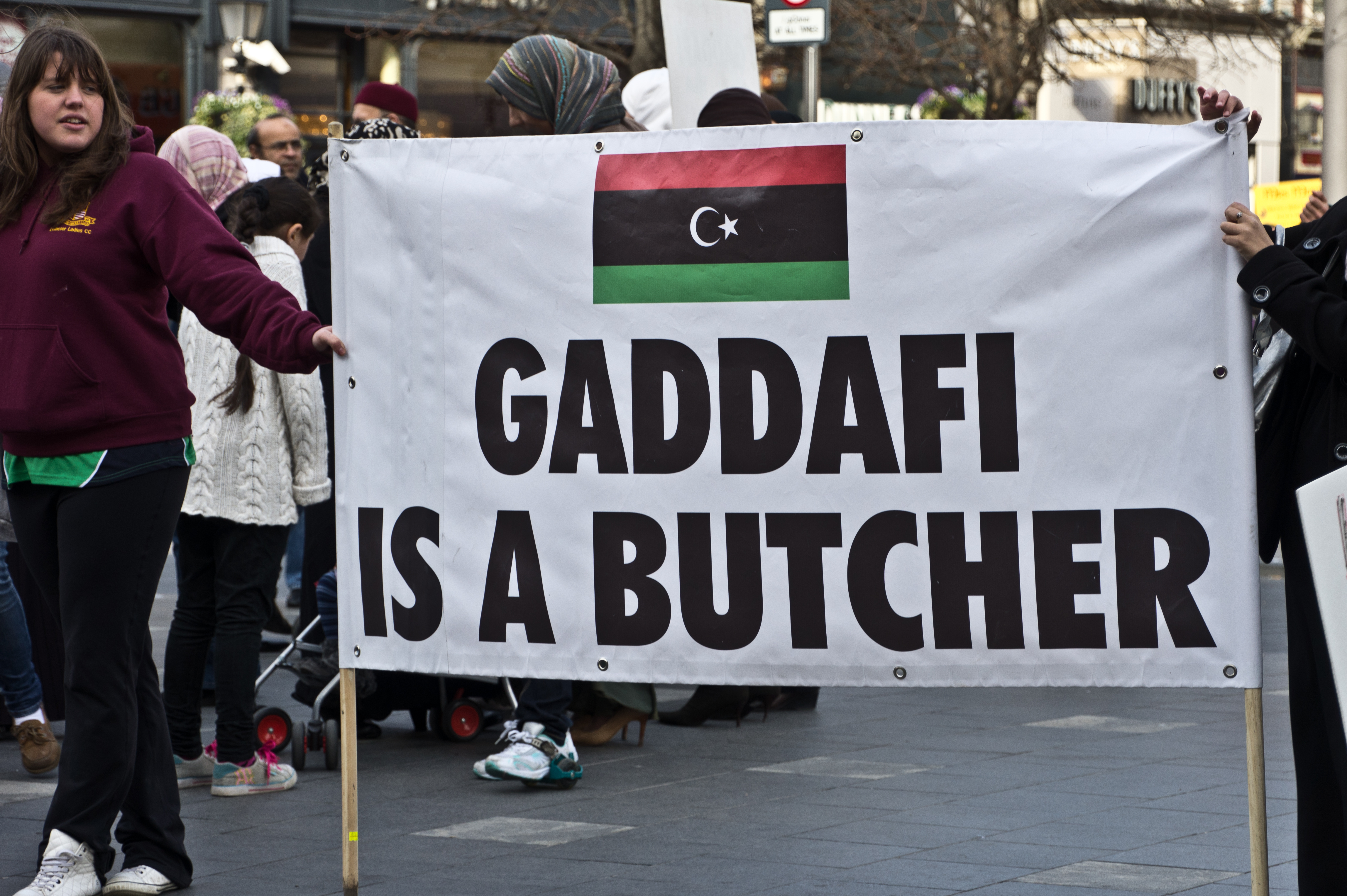
Плакат против Каддафи, вывешенный демонстрантами в Ирландии в 2011 году

По мнению критиков, народ Ливии жил в атмосфере страха при администрации Каддафи из-за повсеместной слежки его правительства за мирными жителями. Западные комментаторы обычно описывали Ливию при Каддафи как полицейское государство, причем многие правые в Соединённых Штатах считали, что Каддафи был марксистом-ленинцем, состоявшим в тесных отношениях с Советским Союзом. Государство Каддафи также характеризовалось как авторитарное. Его администрация также подвергалась критике со стороны политических оппонентов и таких групп, как Amnesty International, за нарушения прав человека, осуществляемые службами безопасности страны. Эти злоупотребления включали подавление инакомыслия, публичные казни и произвольное задержание сотен оппонентов, некоторые из которых сообщали о пытках. Одним из наиболее ярких примеров этого была резня, произошедшая в тюрьме Абу-Салим в июне 1996 года; по оценкам Human Rights Watch, было убито 1270 заключенных. Диссидентов за границей называли «бродячими собаками»; им публично угрожали смертью, а иногда их убивали правительственные карательные отряды или насильно возвращали домой, где им грозило тюремное заключение или смерть.
Отношение правительства Каддафи к ливийцам неарабского происхождения подверглось критике со стороны правозащитников, поскольку коренные берберы, итальянцы, евреи, беженцы и иностранные рабочие — все они подвергались преследованиям в каддафистской Ливии. Правозащитные группы также подвергли критике обращение с мигрантами, в том числе с лицами, ищущими убежища, которые проезжали через Ливию Каддафи по пути в Европу. Несмотря на его ярую оппозицию колониализму, Каддафи критиковали некоторые антиколониальные и левые мыслители. Политический экономист Яш Тандон заявил, что, хотя Каддафи был «вероятно, самым противоречивым и возмутительно смелым (и предприимчивым) противником Империи» (то есть западных держав), он, тем не менее, не смог избежать неоколониального контроля Запада над Ливией. Во время Гражданской войны различные левые группы поддерживали повстанцев-антикаддафистов, но не военное вмешательство Запада, утверждая, что Каддафи стал союзником западного империализма, сотрудничая с войной с террором и пытаясь заблокировать миграцию африканцев в Европу. Действия Каддафи по содействию иностранным военизированным группировкам, хотя и рассматривались им как оправданная поддержка национально-освободительных движений, сами Соединённые Штаты расценивали как вмешательство во внутренние дела других государств и активную поддержку международного терроризма. Сам Каддафи считался террористом, особенно в Соединённых Штатах и Соединённом Королевстве.

## Личная жизнь
Натали Мазраани в своём исследовании «Aspects of language variation in Arabic political speech-making» отмечала, что Каддафи разговаривал на триполитанской разновидности арабского языка, в котором, однако, присутствовали некоторые бедуинские фонологические элементы.
Кроме «Зелёной книги», Муаммар Каддафи писал и рассказы: «Земля», «Деревня и самоубийство космонавта», «Бегство в ад», «Город».
В США в 2002 году была напечатана книга рассказов и эссе Каддафи под названием «Бешенство муравьёв и мысли Муаммара Каддафи: диктатор о себе».

### Семья
- 25 декабря 1969 года Муаммар Каддафи женился на бывшей школьной учительнице и дочери ливийского офицера Фатхиа Нури Халед. От этого брака, который закончился разводом:
  - сын Мухаммад (род. 1970)[658].

- Второй раз Каддафи женился в июле 1970 года на медсестре Сафии Фаркаш[658], происходившей из ливийского арабского племени аль-барааса[659].

От этого брака родились шесть сыновей и одна дочь:
- - Саиф аль-Ислам — старший от второго брака, окончил Университет аль-Фатех по специальности «архитектор и инженер», в дальнейшем обучался в международной бизнес-школе IMADEC в Вене (Австрия) и в Лондонской школе экономики. В 1997 году Сейф аль-Ислам создал Международный фонд сотрудничества в области благотворительности Каддафи, в 2000 году возглавил Международный фонд Каддафи в пользу благотворительности и развития, а в 2009 году создал Арабский альянс за демократию, развитие и права человека. Выступал участником в различных международных переговорах и посреднических миссиях[660].
  - Третий сын, Саади Каддафи — полковник ливийской армии[661], профессиональный футболист. Выступал за итальянские клубы «Перуджа» и «Удинезе»[657][660].
  - Четвёртый сын, Ганнибал Муаммар Каддафи, работал в General National Maritime Transport Company — государственной ливийской компании, занимающейся экспортом нефти.
  - Пятый сын, Мутаззим Билла Каддафи — офицер ливийской армии, являлся советником по вопросам национальной безопасности Ливии. Во время гражданской войны Мутаззим осуществлял руководство военными действиями против ливийских повстанцев, в частности командовал обороной Сирта. В ходе взятия Сирта 20 октября 2011 года он был захвачен в плен, а затем, при невыясненных обстоятельствах, убит.
  - Шестой сын, Саиф аль-Араб, проходил обучение в Техническом университете Мюнхена в Германии.
    - Он и трое внуков Каддафи — четырёхмесячная Мастура, трёхлетняя Картаго и двухлетний Саиф (сын дочери), погибли в ночь на 1 мая 2011 года в результате авиаудара ВВС НАТО по его дому в Триполи[662][663][664].

  - Самый младший сын, Хамис, получил военное образование в Ливии и России, возглавлял 32-ю бригаду специального назначения вооружённых сил страны. Во время Гражданской войны он командовал элитными отрядами ливийской армии. За период боевых действий четырежды сообщалось о его гибели (сначала он якобы скончался от ран в Триполи в результате тарана пилотом ливийских ВВС базы Баб-эль-Азизия[665]; во второй раз он погиб во время налёта авиации НАТО на командный пункт города Злитан[666]; затем его тело было обнаружено в ходе боёв за Триполи[667]; последний раз, якобы, он погиб в боях у города Тархуна[668]), но позже все эти сообщения опровергались. В очередной раз о его смерти было объявлено уже после окончания Гражданской войны: на этот раз Хамис Каддафи погиб 20 октября 2012 года в столкновениях между сторонниками Муаммара Каддафи и новыми ливийскими властями в Бани-Валиде[669].
  - Дочь Аиша — генерал-лейтенант ливийской армии[670], входила в группу защиты свергнутого президента Ирака Саддама Хусейна[671][672]. В 2004—2011 годах являлась послом доброй воли ООН; отвечала за борьбу с распространением вируса иммунодефицита человека[673]. В арабской прессе её прозвали «Клаудия Шиффер Северной Африки»[674].

Помимо родных детей, у Муаммара Каддафи были ещё двое приёмных: родной племянник Милад Абузтайя Каддафи, который, как считается, спас жизнь Муаммару Каддафи, когда американская авиация подвергла бомбардировке резиденцию ливийского лидера, и дочь Ханна, погибшая во время этой атаки (хотя потом появились сведения, что она осталась тогда жива).

## Память

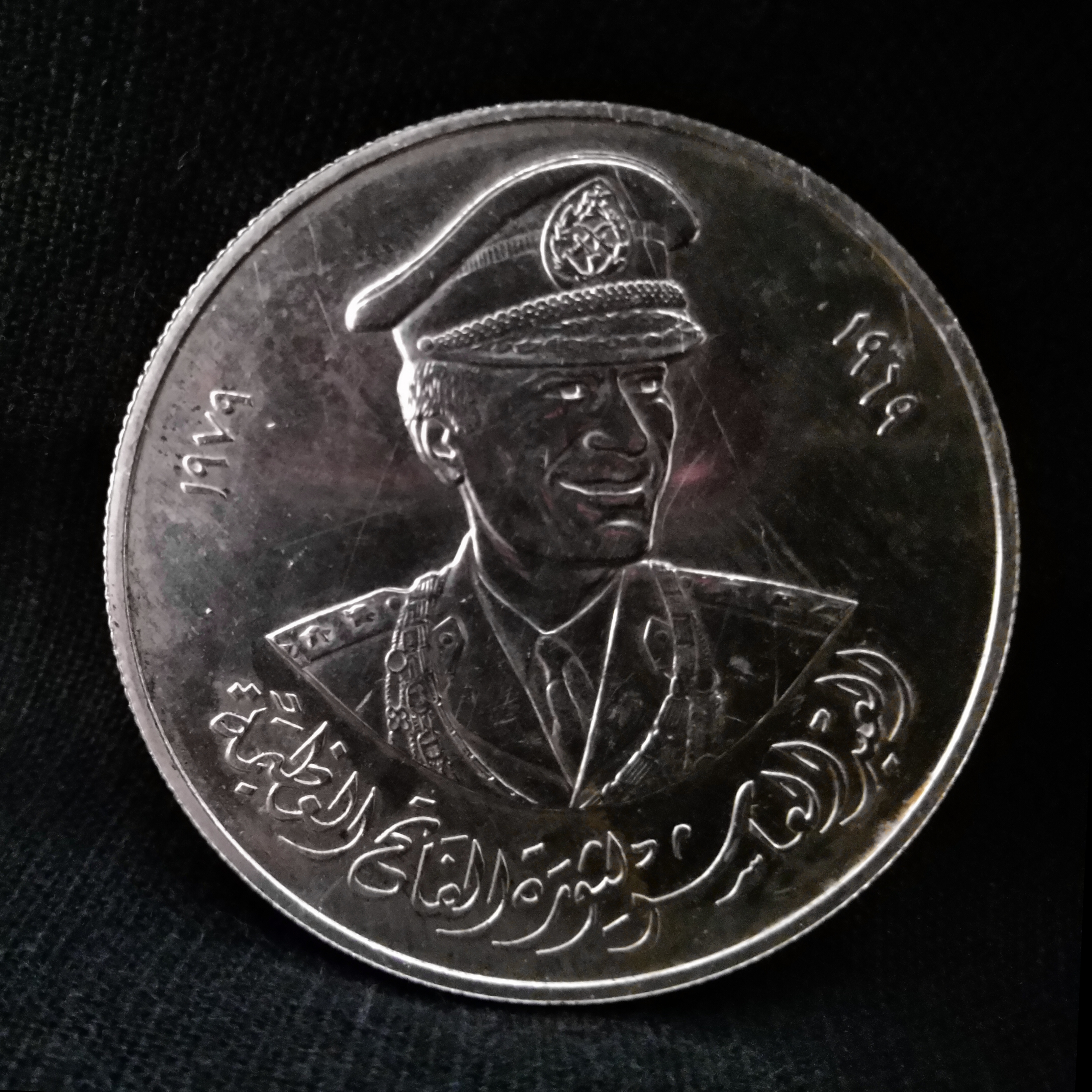
Монета, посвящённая 10-летию Великой Ливийской революции

- На ливийских банкнотах номиналами 1, 20 и 50 динаров был изображён Муаммар Каддафи.
- В 1988 году была учреждена Международная премия в области прав человека имени Каддафи[676].
- В честь Каддафи назван предназначенный для крикета стадион в Лахоре (Пакистан)[677], мечети в Кампале (Уганда)[678] и в Додоме (Танзания).

## Награды и звания
- Софийская медаль почёта (Народная Республика Болгария, 1978) — лишён награды в 2007 году в знак протеста против смертного приговора пяти болгарским медсёстрам, обвинённым в Ливии в заражении ВИЧ 400 местных детей[679]
- Герой КНДР (КНДР, 1982)[680]
- Орден Дружбы (Россия, 2009)
- Орден князя Ярослава Мудрого I степени (Украина, 2003)[681][682]— за выдающийся личный вклад в развитие украинско-ливийских отношений
- Орден Богдана Хмельницкого I степени (Украина, 2008)[683][684] — за выдающийся личный вклад в развитие украинско-ливийских отношений (при этом законом «О государственных наградах Украины» и уставом ордена предусмотрено награждение орденом Богдана Хмельницкого исключительно граждан Украины за особые заслуги в защите государственного суверенитета, территориальной целостности, укреплении обороноспособности и безопасности Украины[685][686])
- Орден Освободителя на цепи (Венесуэла, 2009)[687]
- Муаммар Каддафи — почётный доктор Белорусского государственного университета информатики и радиоэлектроники[688] (за значительный вклад в развитие образования и науки). Через пару месяцев, без объявления, исключён[689].
- Орден «Стара-планина»[690]
- Знак «Боец антинатовского сопротивления» (Прогрессивная социалистическая партия Украины, 2011)[691]

## В культуре
- В 1980-е годы образ Каддафи был использован в популярном клипе американской группы «The Bangles» — «Walk Like an Egyptian»[657].
- В 1989 году вышла компьютерная игра Nuclear War[англ.]. В игре предоставлялась возможность занять место одного из лидеров государств и постараться уничтожить противников. Лидером одного из государств являлся «Col. Khadaffy».
- Американская пивоварня «Indian Wells Brewing Company» (Inyokern, Калифорния) выпускала содовую воду с изображением Муаммара Каддафи.
- Zenga Zenga — видеоклип-ремикс, созданный по мотивам речи Каддафи, направленной против повстанцев, собравший миллионы просмотров в мире. Позднее сторонники Каддафи создали собственную версию видеоклипа.
- В честь Муаммара Каддафи взял себе псевдоним американский хип-хоп музыкант Яки Кадафи.
- В честь Каддафи названы несколько мечетей, в том числе вторая по величине мечеть в Африке, расположенная в Танзании.
- Израильская группа Infected Mushroom назвала один из своих треков Dancing With Kadafi.

### Образ в кино
- «Голый пистолет» — в роли Каддафи — Роберт Люан.
- «Диктатор» — одним из прообразов Хаффаза Алладина был Муаммар Каддафи[692].

## Дополнительная информация
- Во время августовского путча в Москве (1991) Муаммар Каддафи поддержал действия ГКЧП[693].
- В апреле 2001 года ливийский лидер призвал жителей Африки изгнать белых с Чёрного континента и потребовать от них компенсацию за «колонизацию и геноцид» на африканской земле[694].
- По рейтингу американского журнала «Parade», Муаммар Каддафи на 2003 год занимал восьмое место в десятке худших диктаторов современности[695].
- В интервью немецкому еженедельнику Spiegel ливийский лидер заявил, что очень высоко оценивает канцлера Германии Ангелу Меркель, охарактеризовав её так: «Она очень сильная личность. Скорее даже мужчина, чем женщина. Хотя я лично никогда не вёл с ней переговоров». Он также назвал премьер-министра Италии Сильвио Берлускони своим самым близким европейским другом, президента Ирана Махмуда Ахмадинежада — «человеком доброй воли, настоящим революционером и нисколько не агрессивным», а Швейцарию — государством, которое «стоит вне международного сообщества» и «хотело стоять выше международного права», что, по его мнению, «превратило Швейцарию в мафию»[696].
- Во время своего визита в Италию в ноябре 2009 года Муаммар Каддафи созвал несколько сотен привлекательных итальянок в свою резиденцию в Риме и попытался убедить их перейти в ислам, а одним из главных доводов в пользу этого послужило его утверждение о том, что христианство основано на мошенничестве[697].
- Во время своего исторического визита на Апеннины Муаммар Каддафи привёз с собой 80-летнего сына национального героя ливийского народа Омара аль-Мухтара, который в 1910-е — 1930-е годы возглавлял борьбу населения Киренаики против итальянских захватчиков. При этом Каддафи в римском аэропорту Чампино спустился с самолёта в военном мундире, на правой стороне которого красовалась фотография, запечатлевшая арест Омара аль-Мухтара итальянскими солдатами[698][699].
- В 2010 году он призвал к джихаду против Швейцарии из-за введённого в стране в 2009 году запрета на строительство минаретов, назвав Швейцарию «государством язычников и непристойности, разрушающим мечети»[700].
- В 2010 году он предложил разделить Нигерию на два государства — христианское и исламское, чтобы предотвратить кровопролитие между двумя общинами страны, а также похвалил раздел Индии в 1947 году[701].
- В апреле 2011 года, во время Ливийского восстания, Каддафи написал открытое письмо Бараку Обаме, в котором обратился к президенту США словами «мой сын» и употребил полное имя президента США (Барак Хусейн Абу Обама), «подчёркивая „кровную“ связь американского лидера с мусульманским миром»[702].